# Biserica de lemn din Valea Cucii

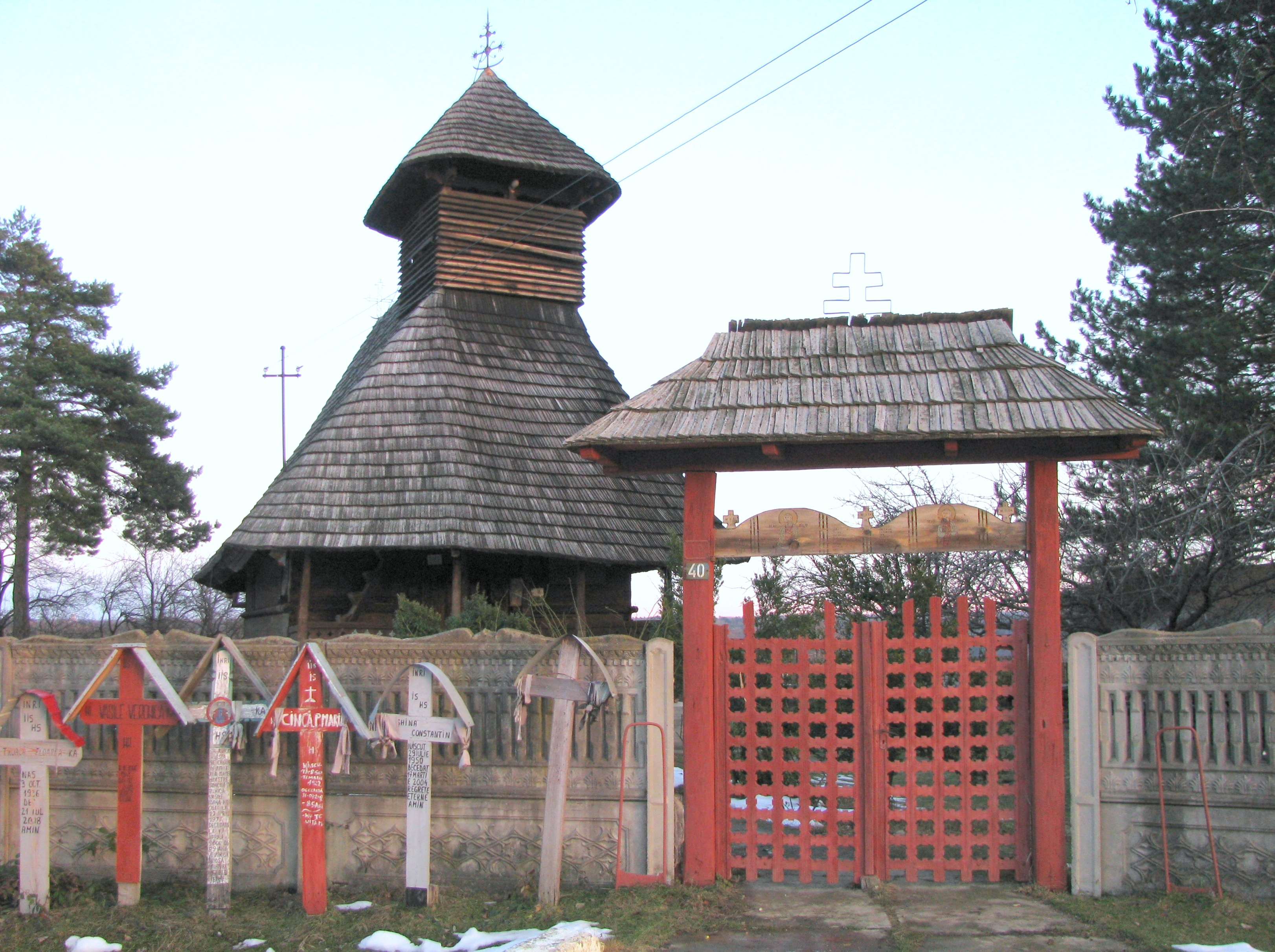
Biserica de lemn din Valea Cucii, județul Argeș. Foto: decembrie 2009

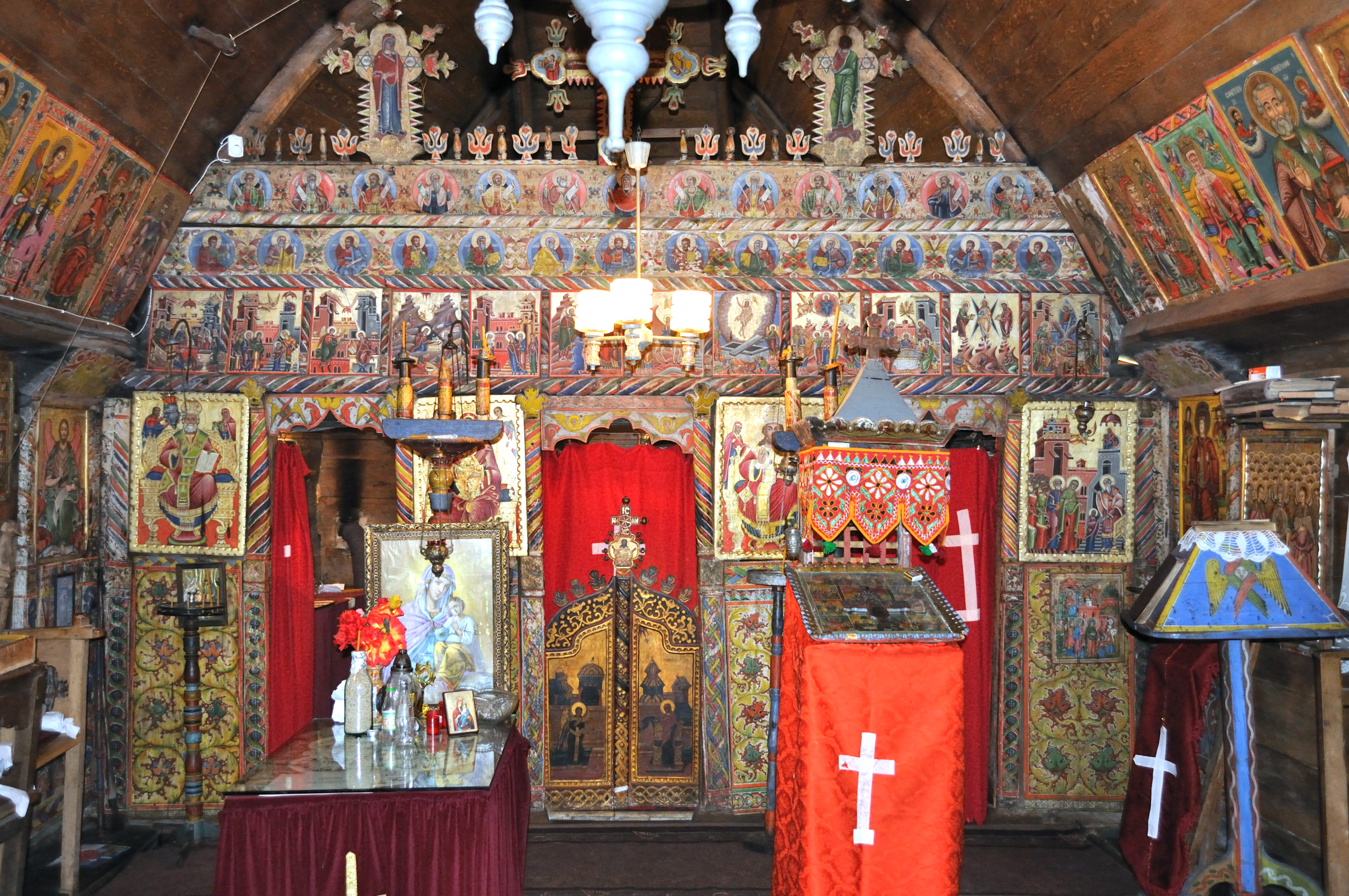
Interiorul navei

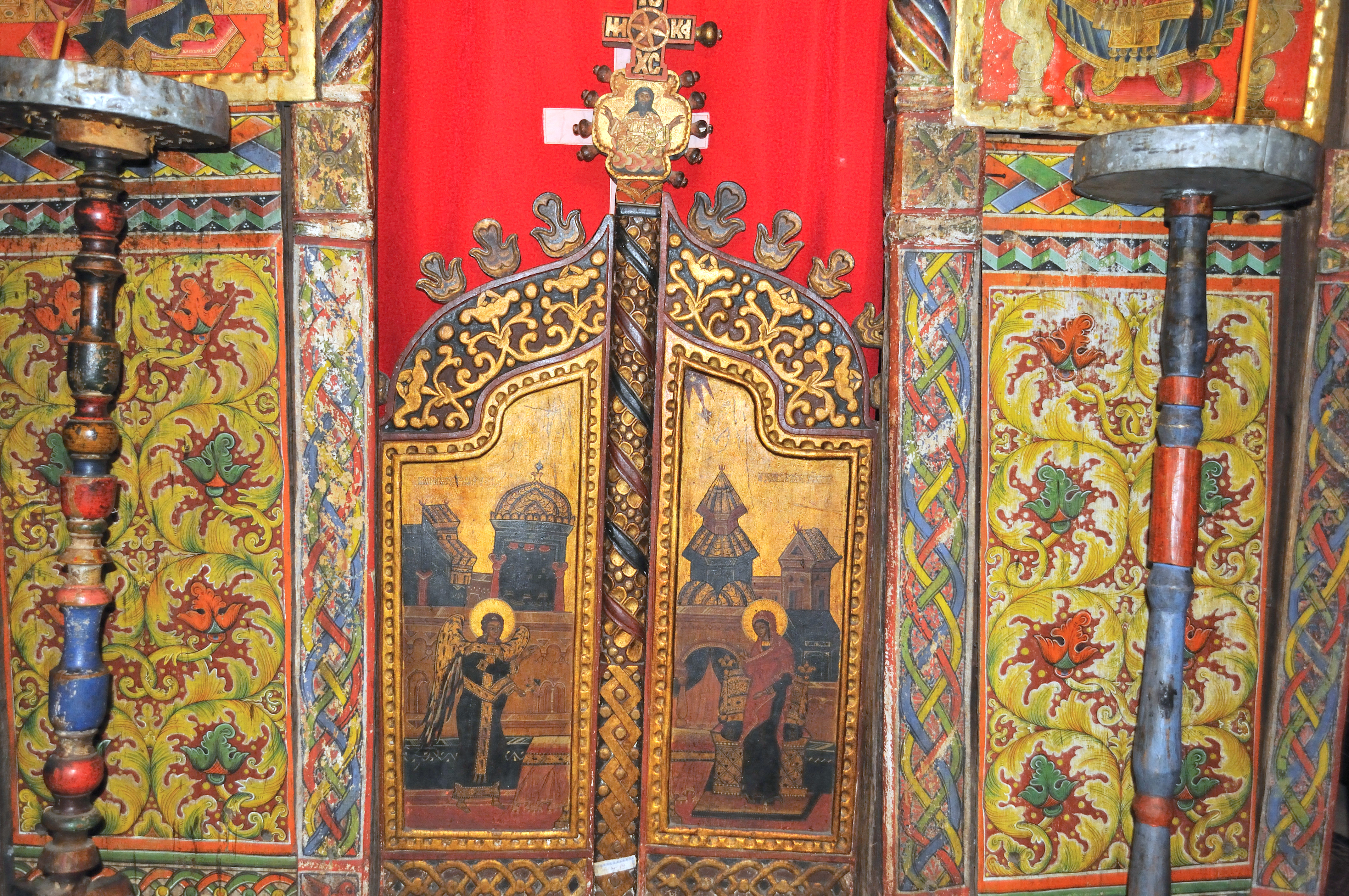
Ușile împărătești

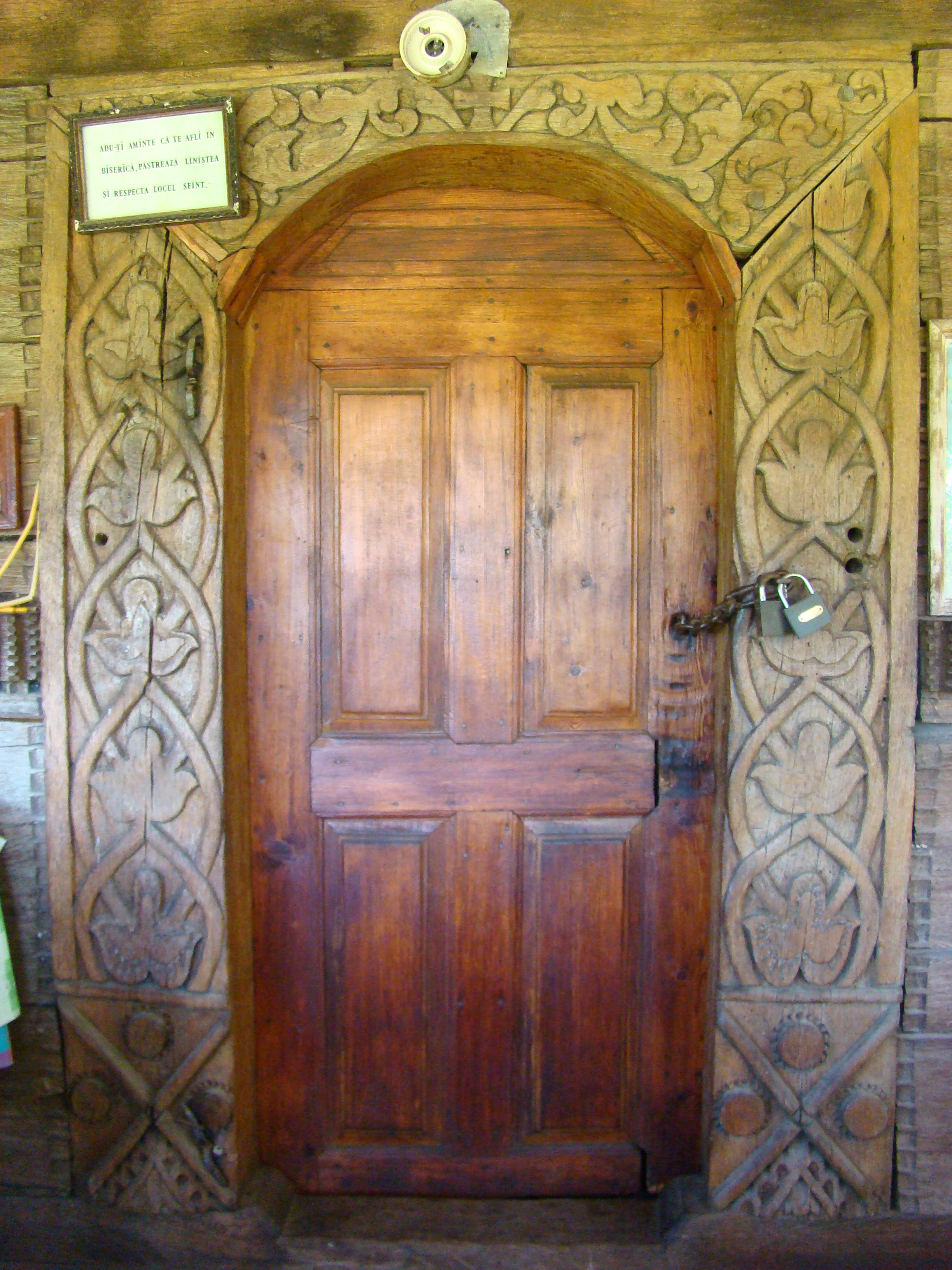
Portalul exterior

Biserica de lemn din Valea Cucii, comuna Cuca, județul Argeș, poartă hramul "Intrarea în Biserică" și datează din anul 1806. Biserica este înscrisă pe noua listă a monumentelor istorice, LMI 2004:  AG-II-m-A-13827.

## Istoric
Păstrează, până astăzi, toponomia prin care este localizată la începutul trecutului veac: Biserica de la Gruiul Înalt, de pe moșia Mănăstirii Hurez, făcută de Ioan Săteanul. Lapidar, deasupra intrării, îi este săpat văleatul: "7314" (1805-1806).
La altar, în lemnul proscomidiei, se poate descifra pomelnicul: începe cu un Ionu, desigur Ionu Săteanul, menționat ctitor, urmat însă de un lung șir de ctitori, "7314 această sfântă biserică s-au făcut în zilele înălțatului domn Ioan Alexandru Ipsilant Voievod, prea iubitor de Dumnezeu Episcopu nostru Iosif + Pomenie Doamne + Ionu, Voica, Ene, Florea ereu, Stanca ereița, Neculaie, Gherghina, ereu Pătrașcu, Ion, Stanca ereița, Mirea, Anca, Ionu, Mirea, Ilarie, Stana, Necula, Ivan + Toderu, Dumitra, Ene, Marica, Neguți, Pătru, Ionu, Mărica, Voicu, Sanda, Matei, Stana, Dumitru, Stoica, Ionu, Marin, Pătru, Pană, Mihail, Pârvu, Ionu ereu, Gherghina". 
Momentele intervenite în dăinuirea bisericii sunt consemnate. În pridvor,  în dreapta intrării, a fost săpată data: "1846 martie 16". Din cele știute mai amintim: 1906, 1936. Învelitoarea, din șiță măruntă de stejar, i-a fost bătută prin 1980. 

## Trăsături
Asemenea celorlalte biserici-monument din comuna Cuca, și aceasta de la Valea Cucii are planul dreptunghiular, cu absida, decroșată, poligonală. Asemenea, ca și la celelalte, este și acoperirea interioară: arc, la bolta naosului, cu profilul "în frânghie", și suita chenarelor de "zimțișori", pe console "cap de cal".
Decorul arcului este comun cu cel al brâului median, ce înconjoară pereții, oprindu-se lângă ușă cu o compoziție sculptată, al cărei motiv principal, crucea, cu brațe petalate, dispuse pieziș, este imaginea primitivă a soarelui. Împletitura de vrejuri în opt, ce închid floarea de lalea, de pe ancadramentul intrării, este aidoma celei preluate la Drăguțești. Prispa  are fruntarele cu crestături adâncite și ornate, asemenea coarnelor de berbec. Stâlpii, cu fusuri poligonale, cei de colț, cu torsade, cei ai intrării, sunt uniți prin modelul bazelor și capitelelor, cu frunze și corole florale, cu generozitate presărate cu "pomul vieții" (din crestături "alveolare").
În altar, la proscomidie este săpat: "7314 (1805) eu Calciu zugrav sud Vâlcea". Pe chivot: "zugravu Calciu Matei sept. 20". Pe ușile împărătești, amplu sculptate și pictate (Buna Vestire, în decor arhitectural; Dumnezeu Tatăl în susul usciorului), consemnarea: Calciu zugrav 7314. Aparțin acestui artist vâlcean, elementele tâmplei ce se remarcă prin decorul sculptat: torul în frânghie, separator de registre; icoanele cu ramele crestate; praznicele (icoane mobile), friza Apostolilor, Crucea Răstignirrii și moleniile.
Din pronaos, icoana cu reprezentarea Sfinților Constantin și Elena este datată: 1856, de Dumitru zugravu ot Schei. Icoana reprezentând soborul Arhanghelilor a fost zugrăvită, în 1858, de Dimitrie. Icoanele din registrul împărătesc sunt semnate, în 1878, de Dimitrie zugravu. Pentru domeniul mobilierului cultic pot fi menționate stranele, diferit sculptate, cu păsări stilizate la speteze, dar și cu „capul de cal”.

## Imagini din interior

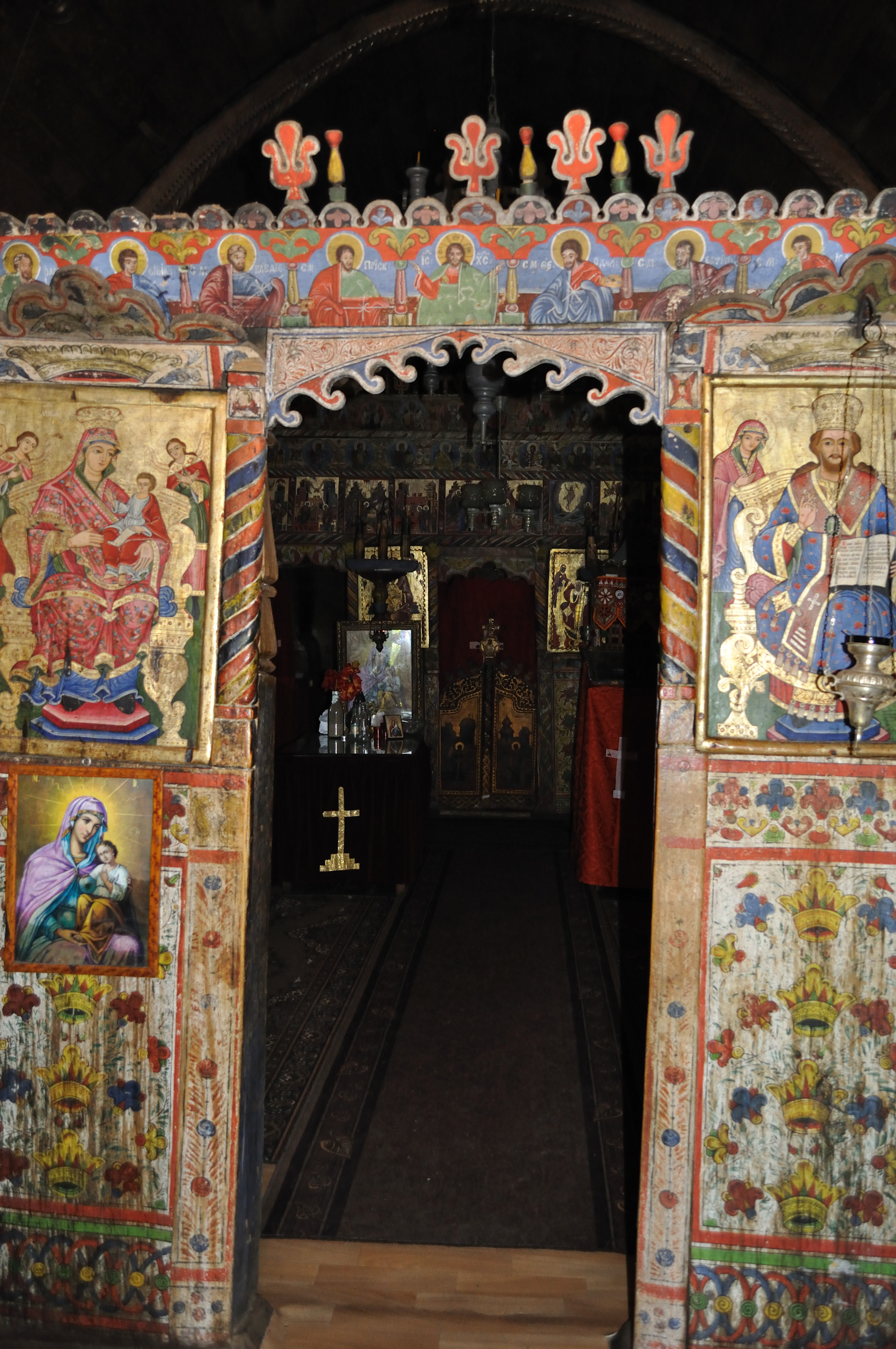
Portalul interior
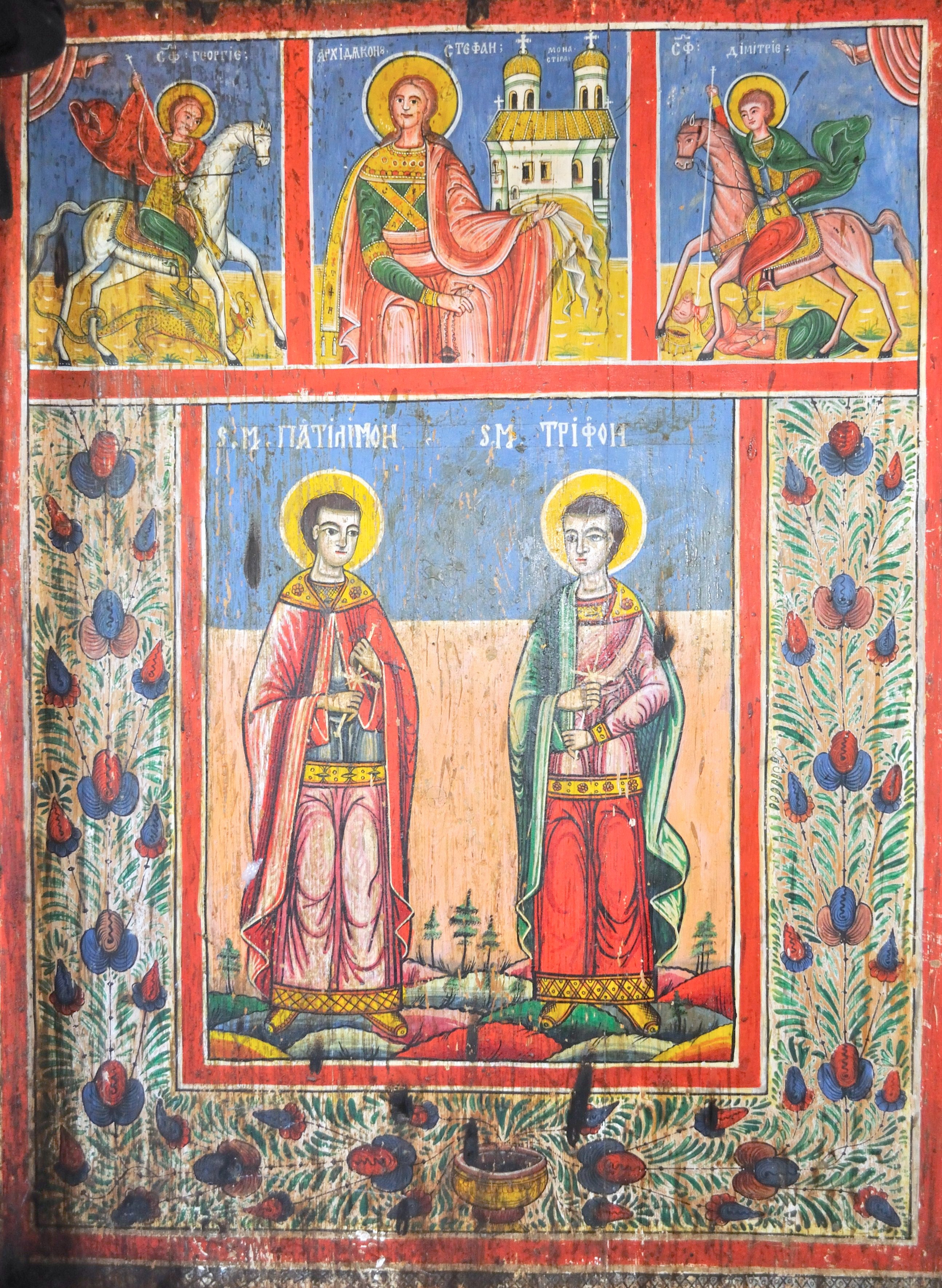
Pronaos (detaliu)
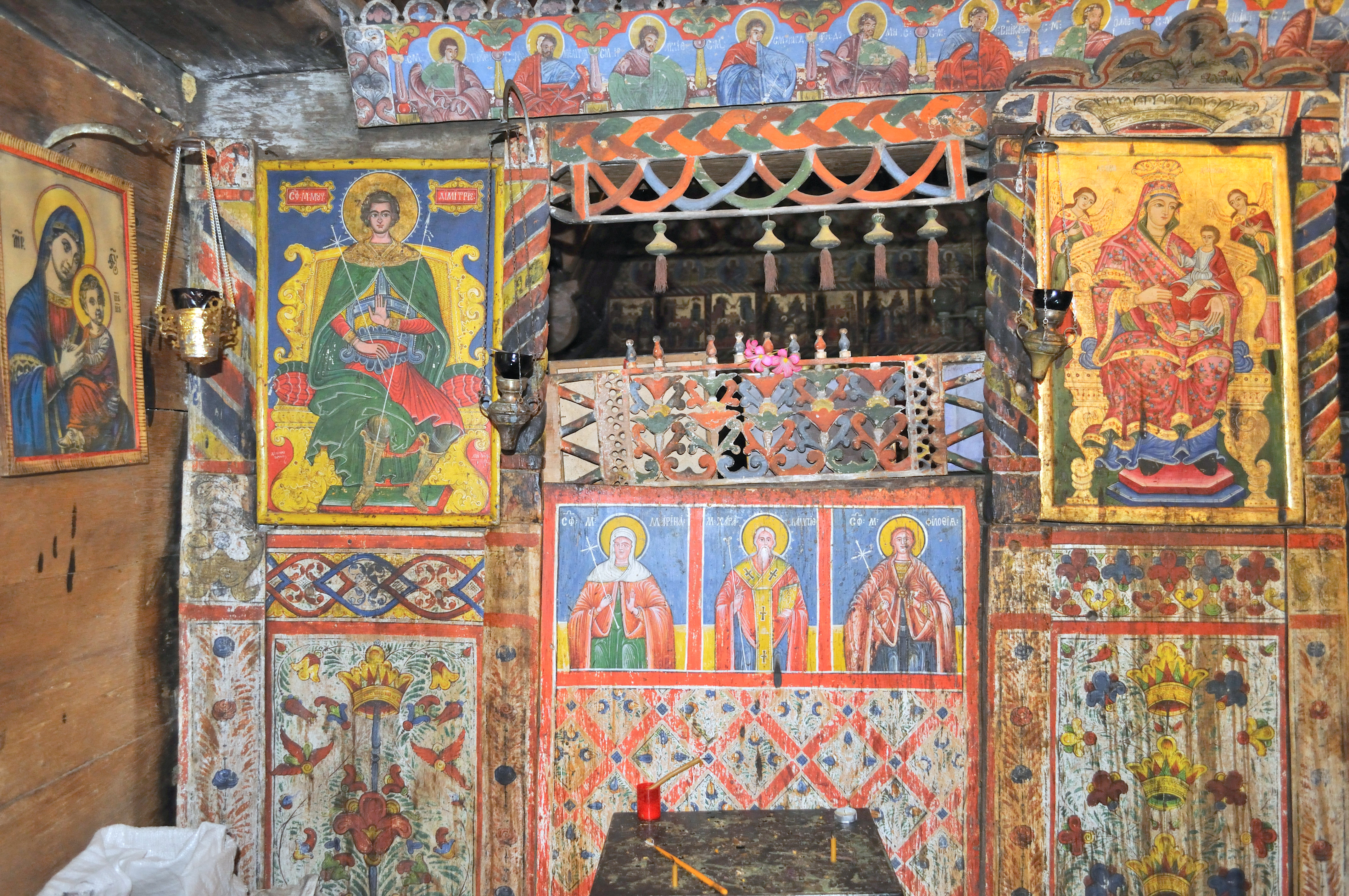
În pronaos
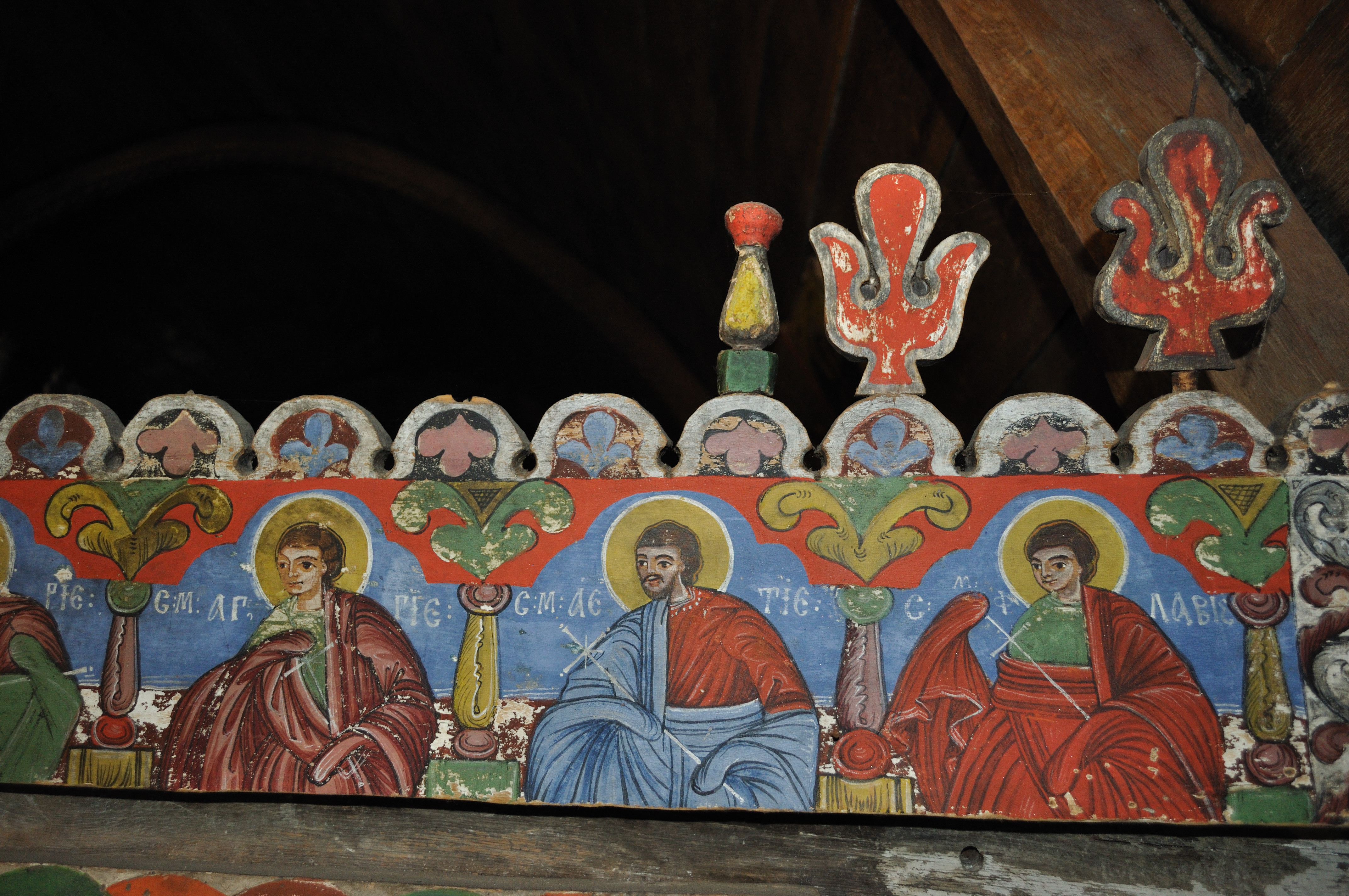
Pronaos (detaliu)
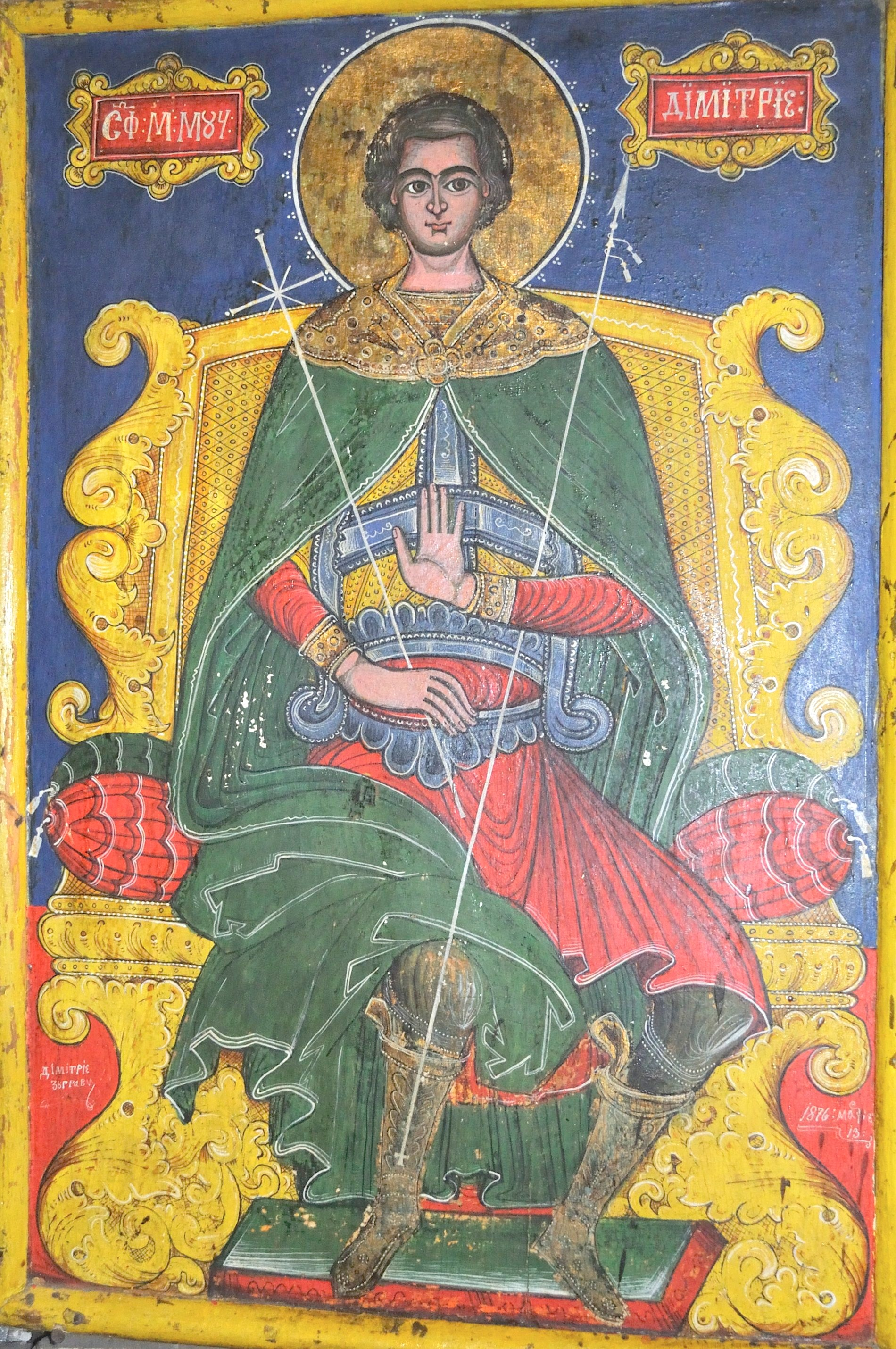
Sfântul Mare Mucenic Dimitrie
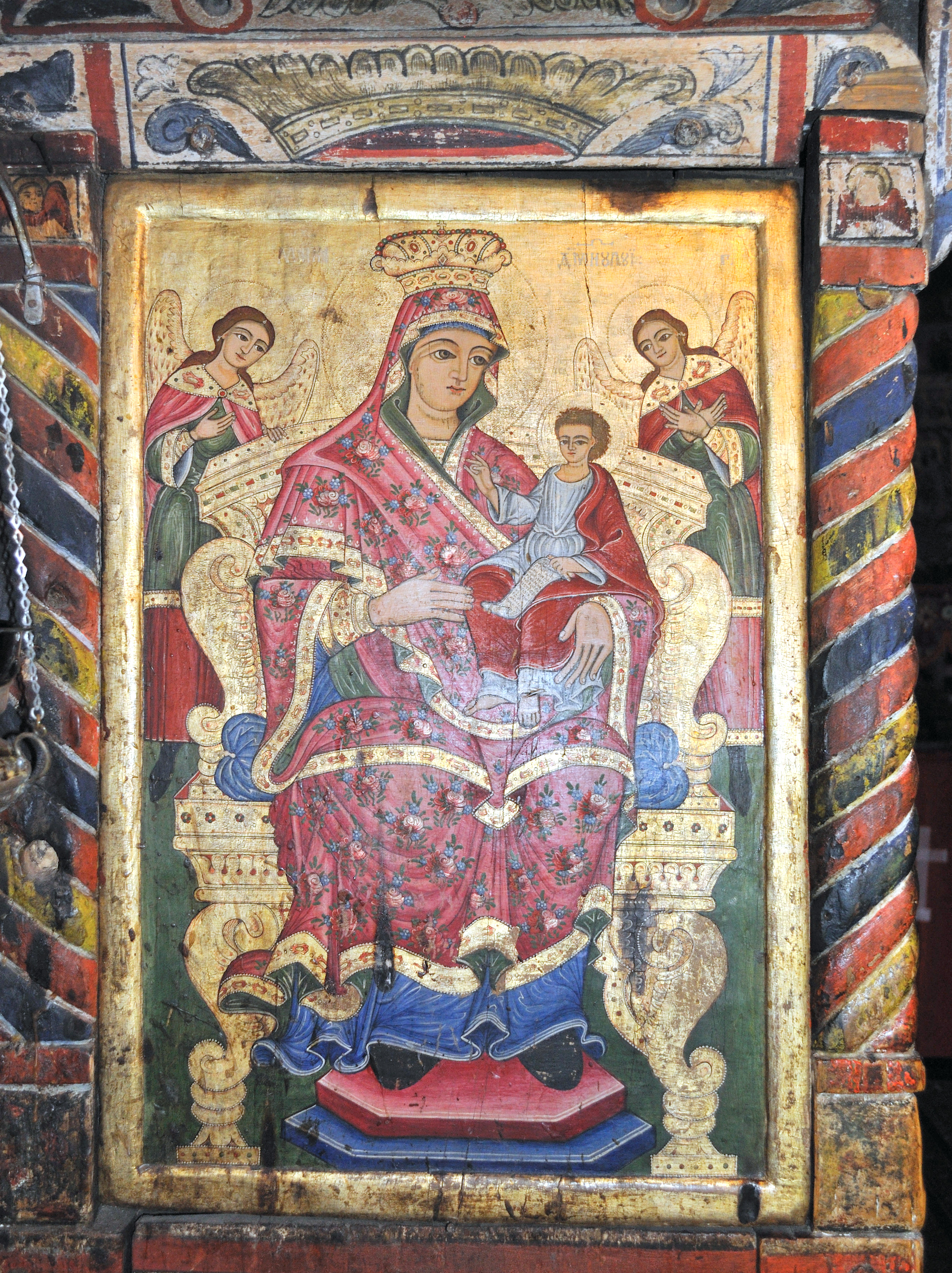
Maica Domnului cu pruncul
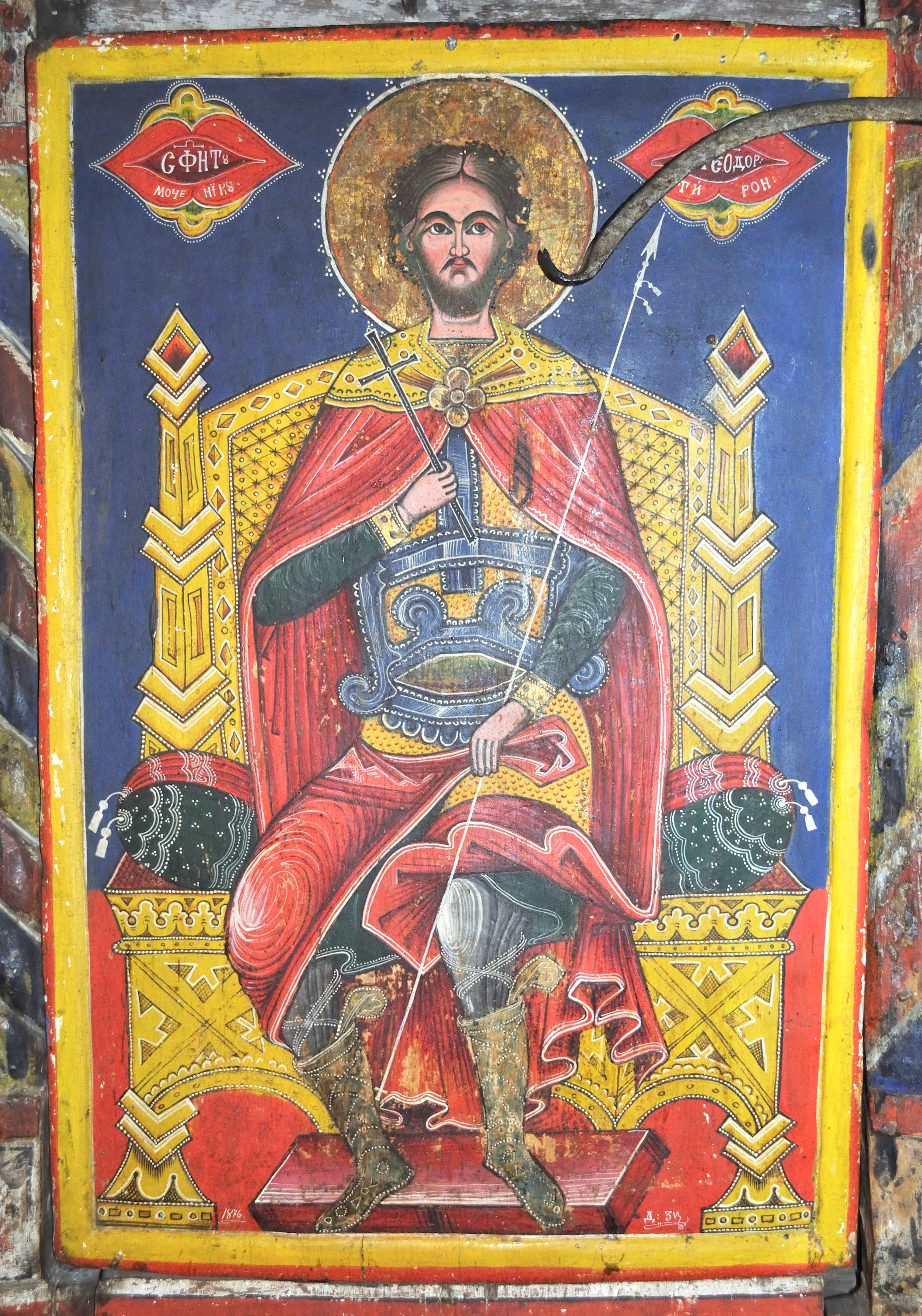
Sfântul Mare Mucenic Ioan
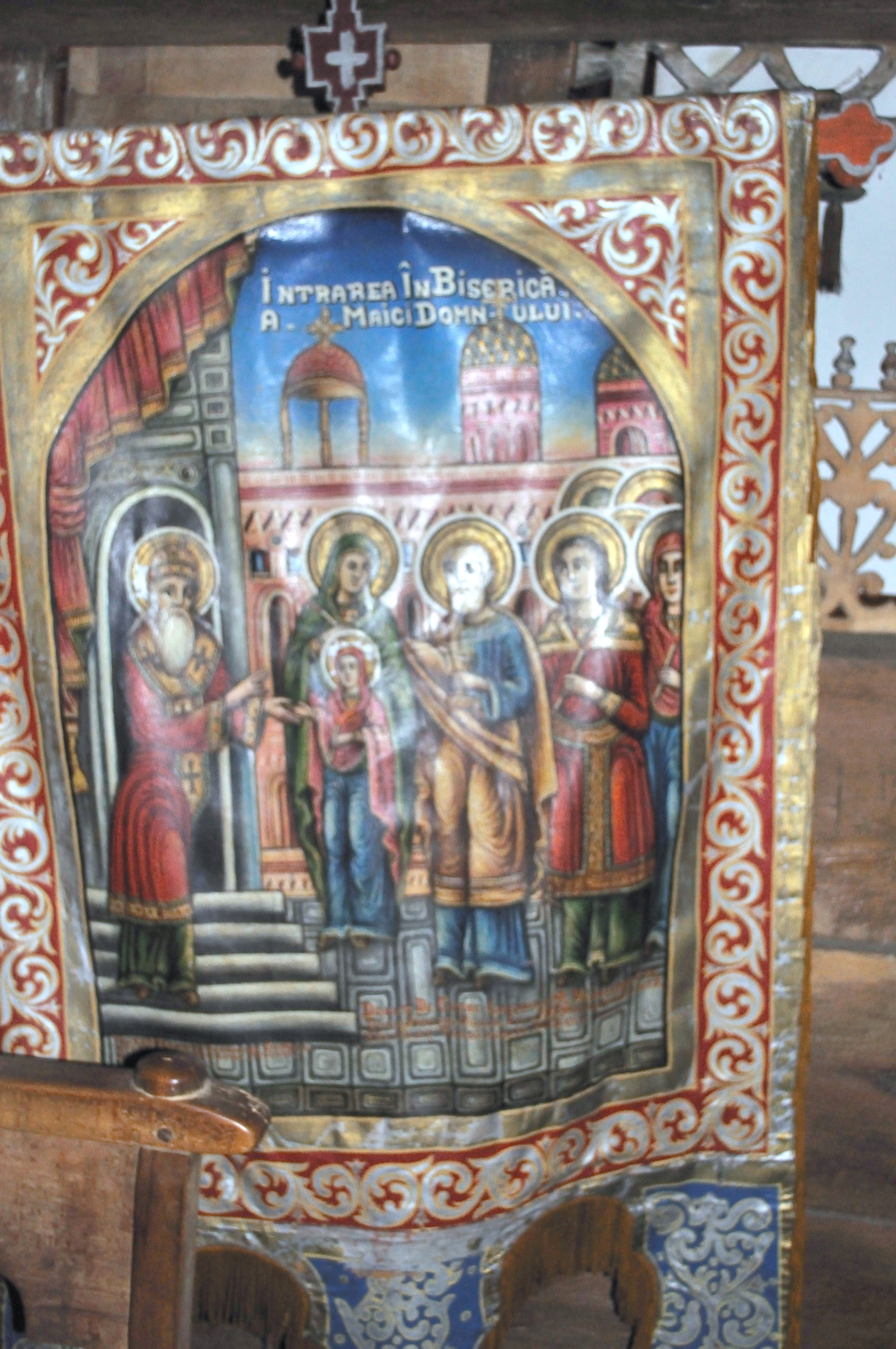
Prapur vechi cu hramul bisericii
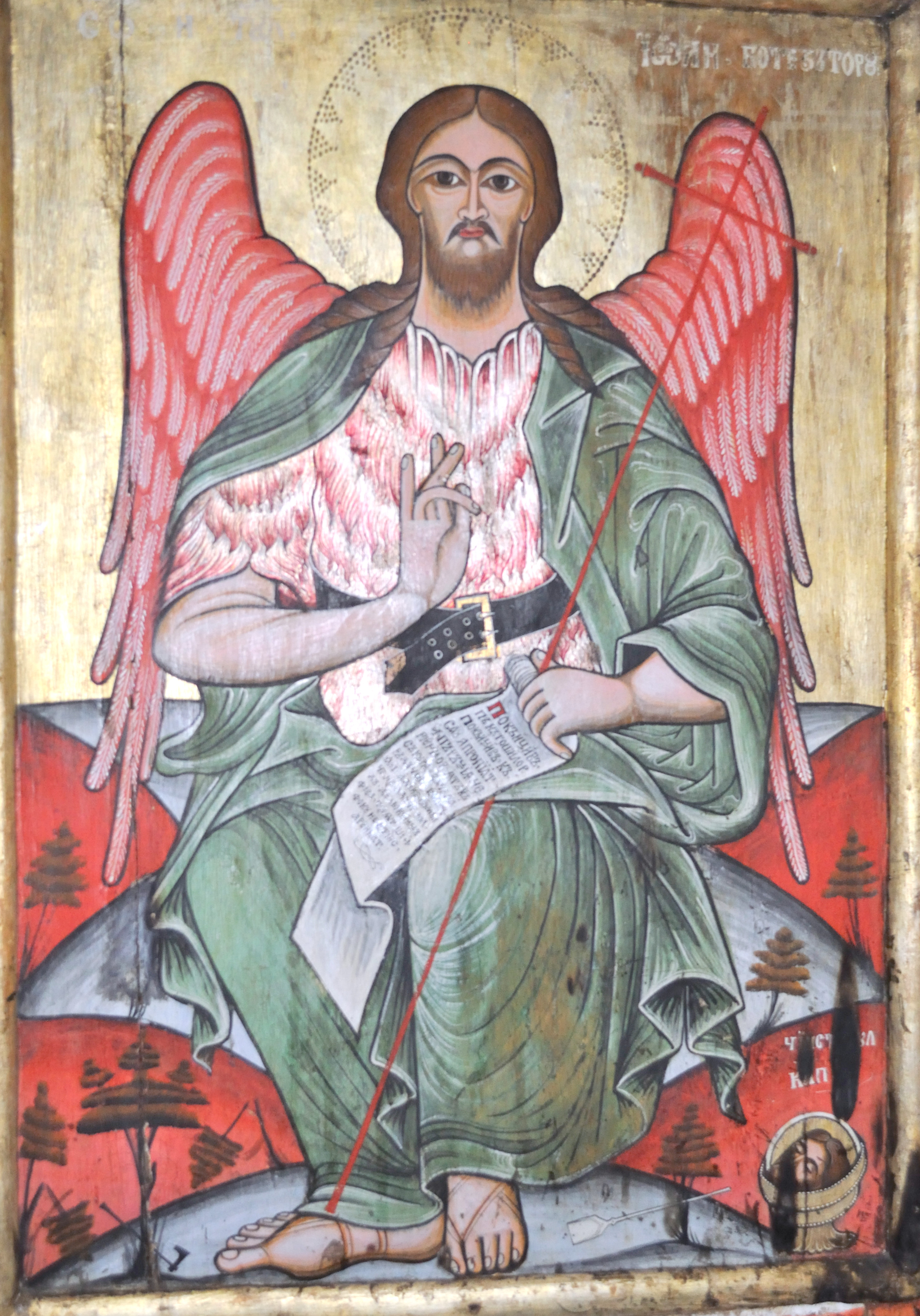
Sfântul Ioan Botezătorul
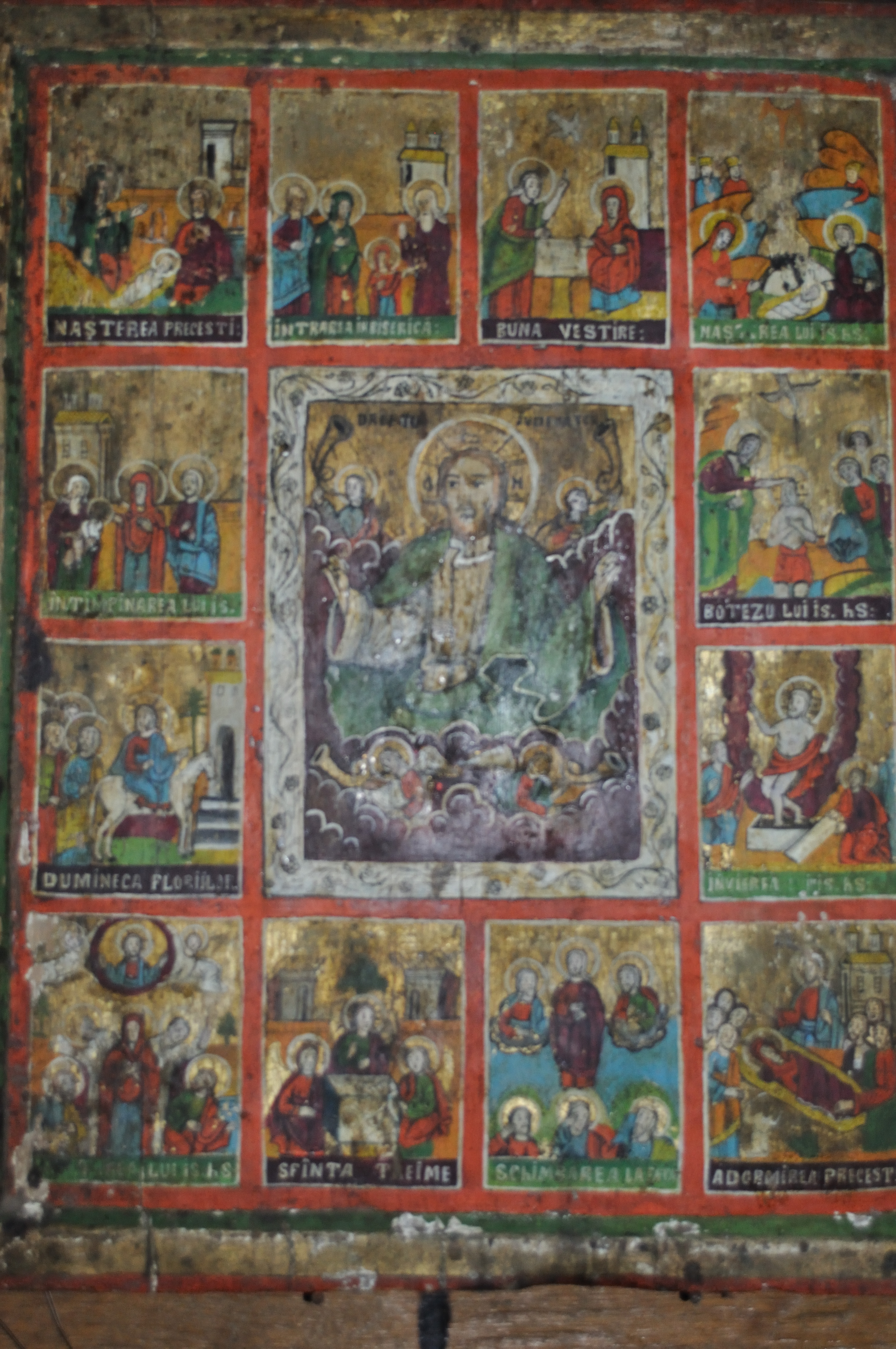
Dreptul judecător
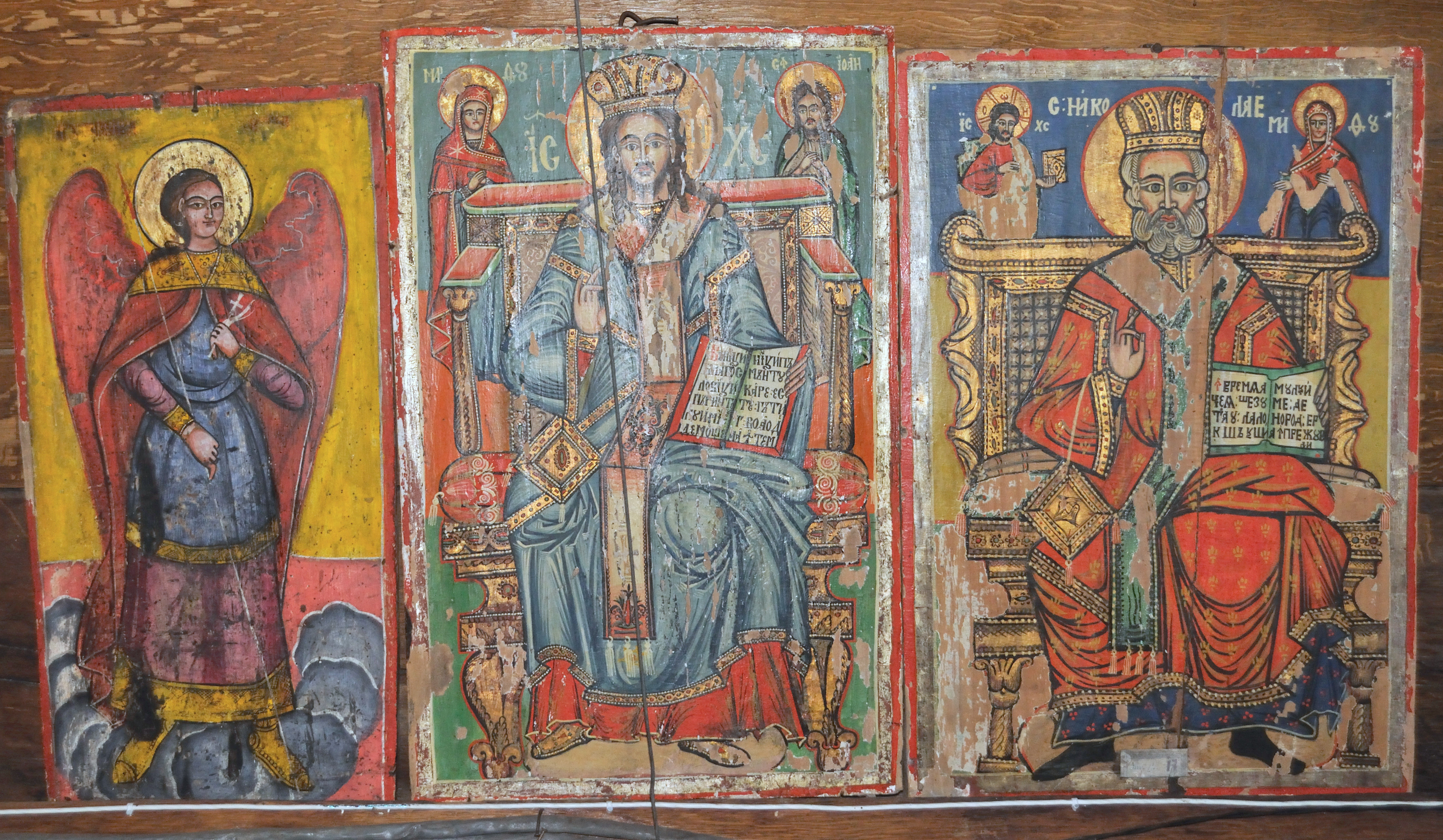
Arhanghelul Mihail; Iisus Hristos; Sfântul Nicolae
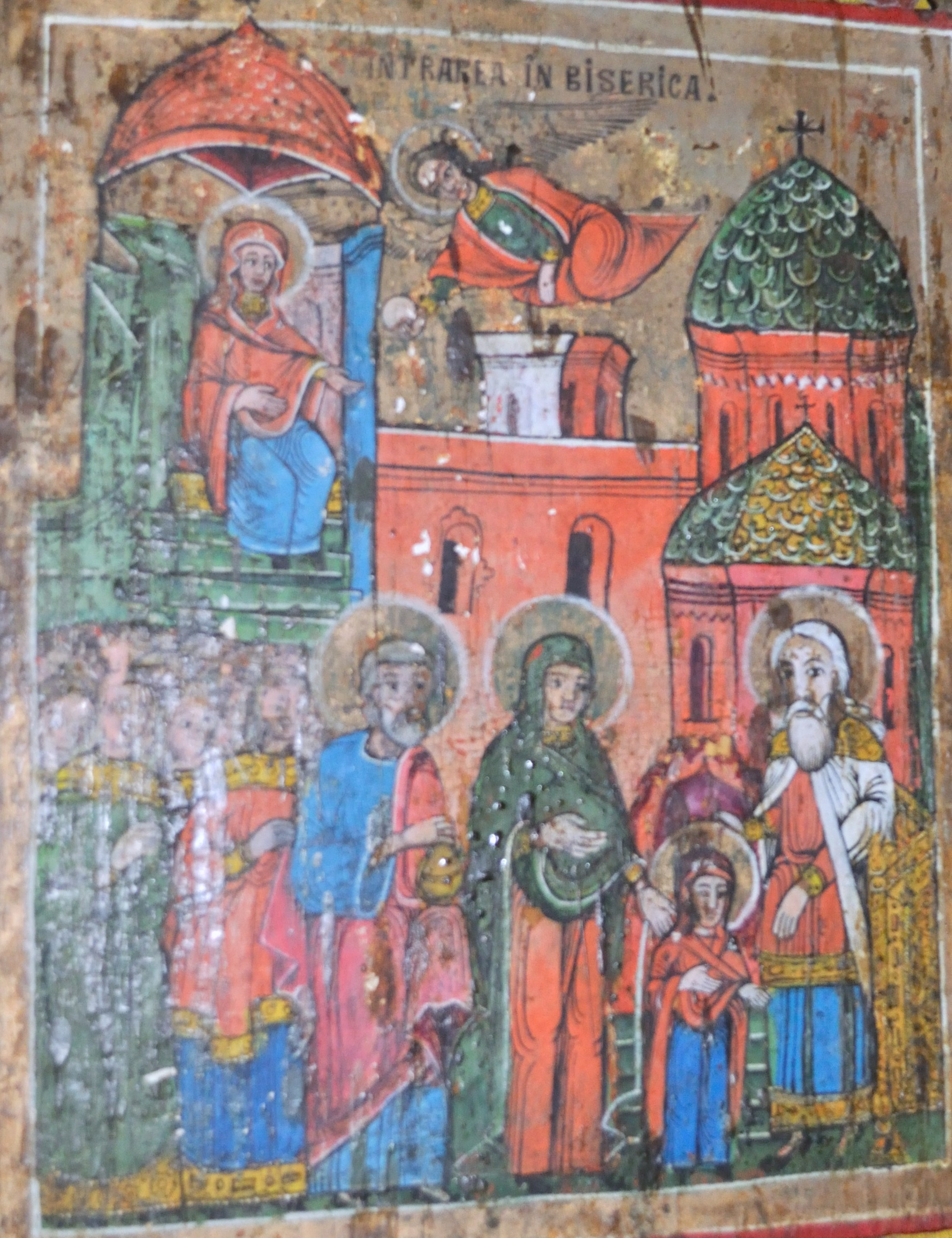
Intrarea în Biserică a Maicii Domnului
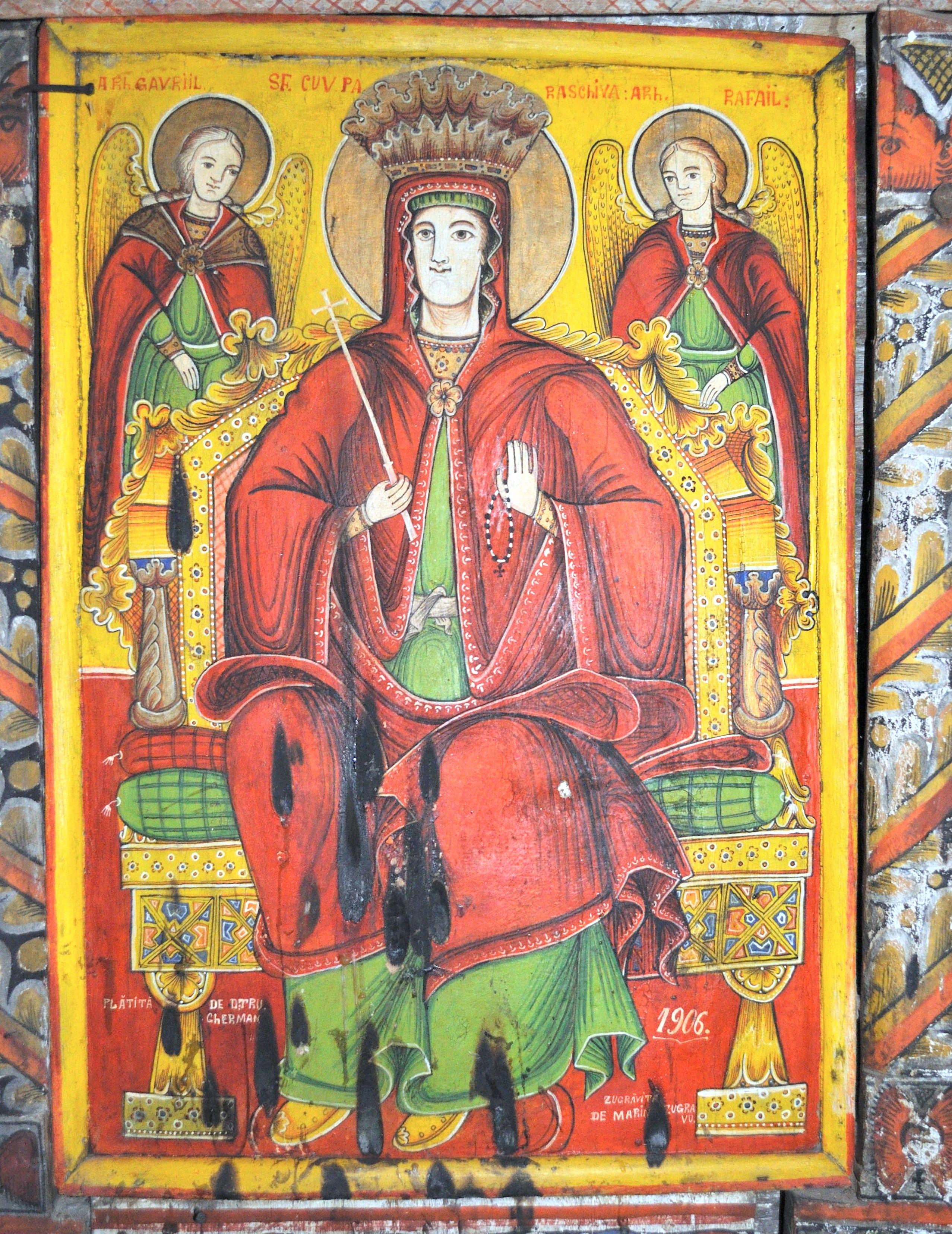
Sfânta Cuvioasă Paraschiva
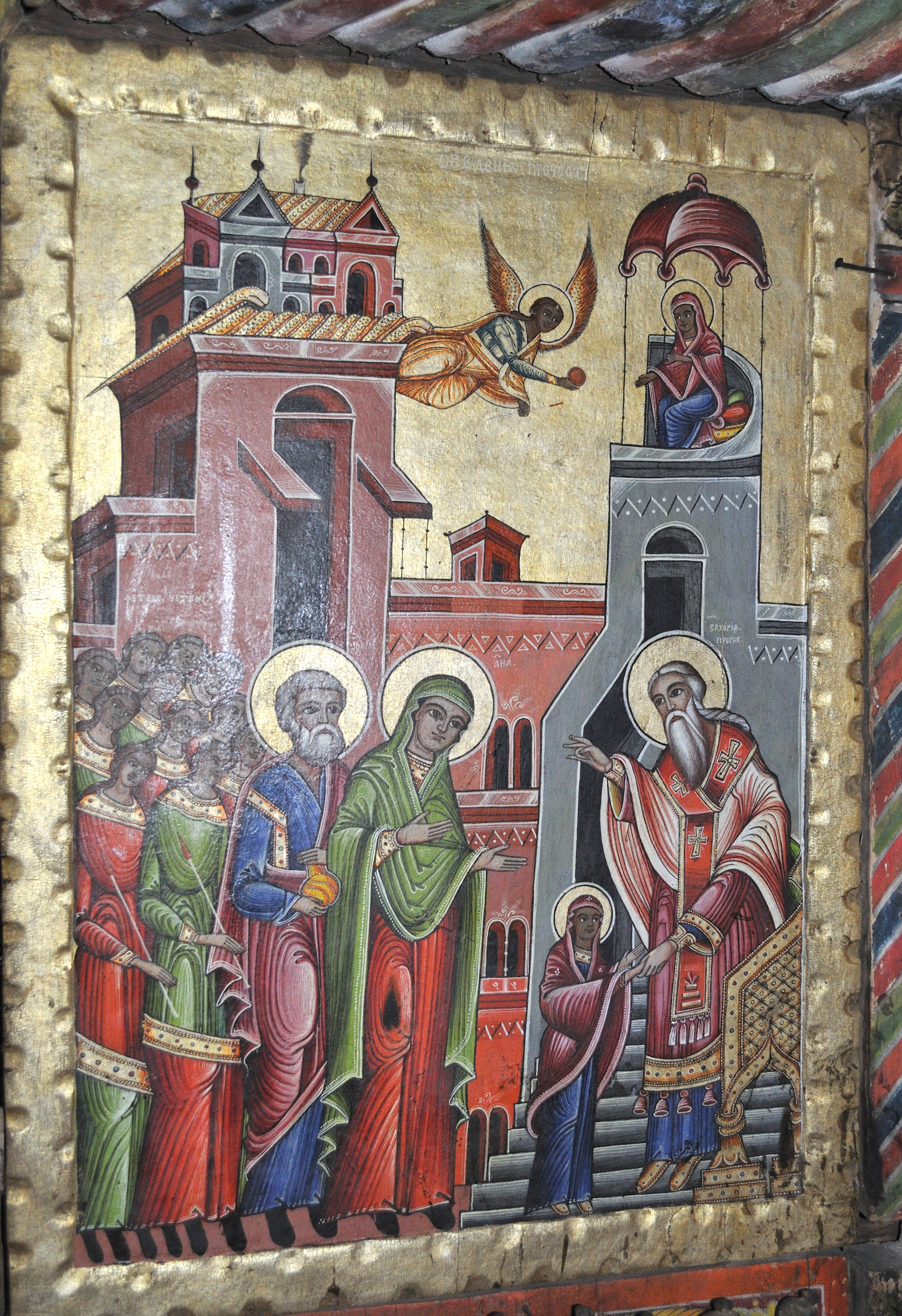
Intrarea în Biserică a Maicii Domnului
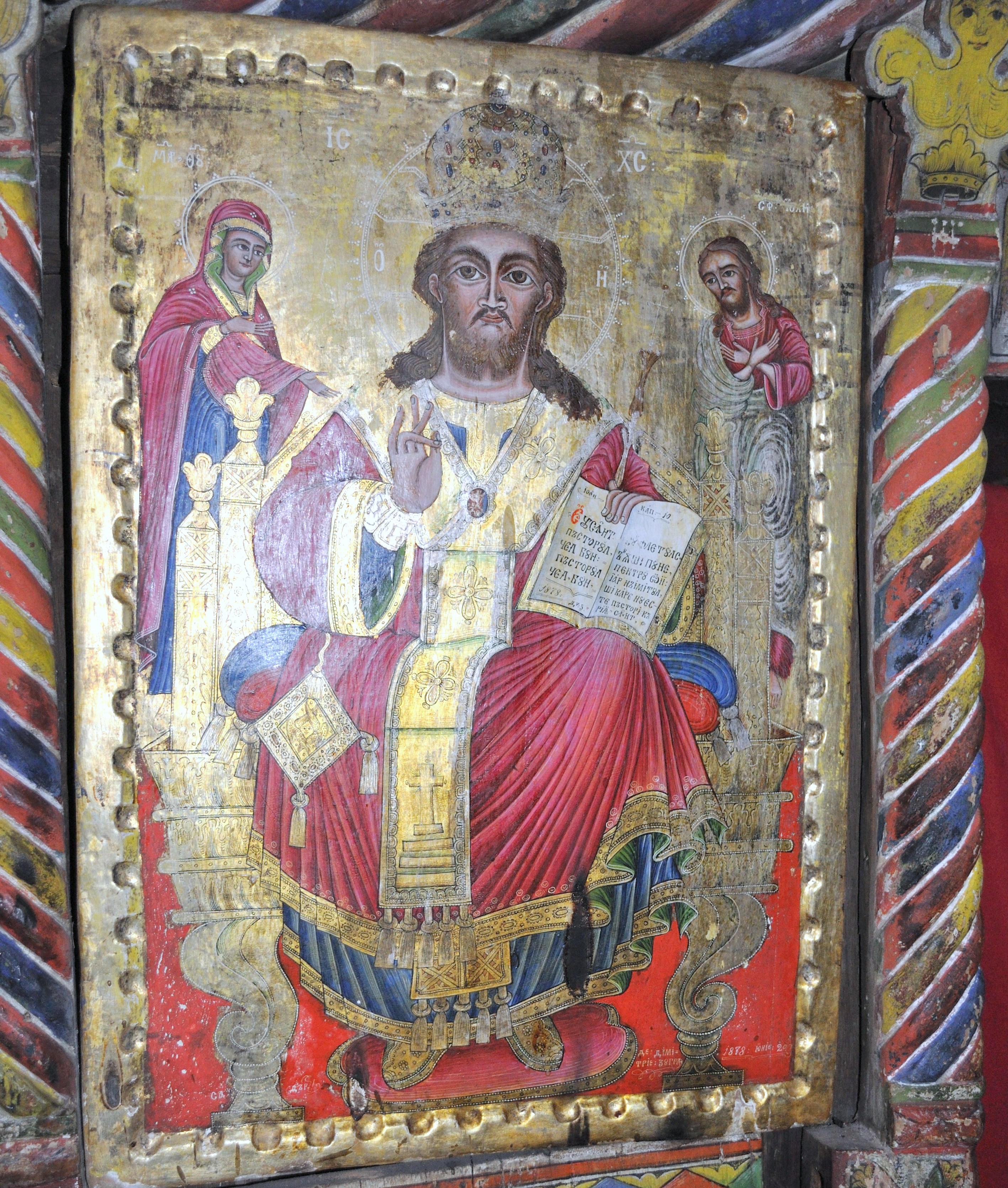
Icoana Mântuitorului
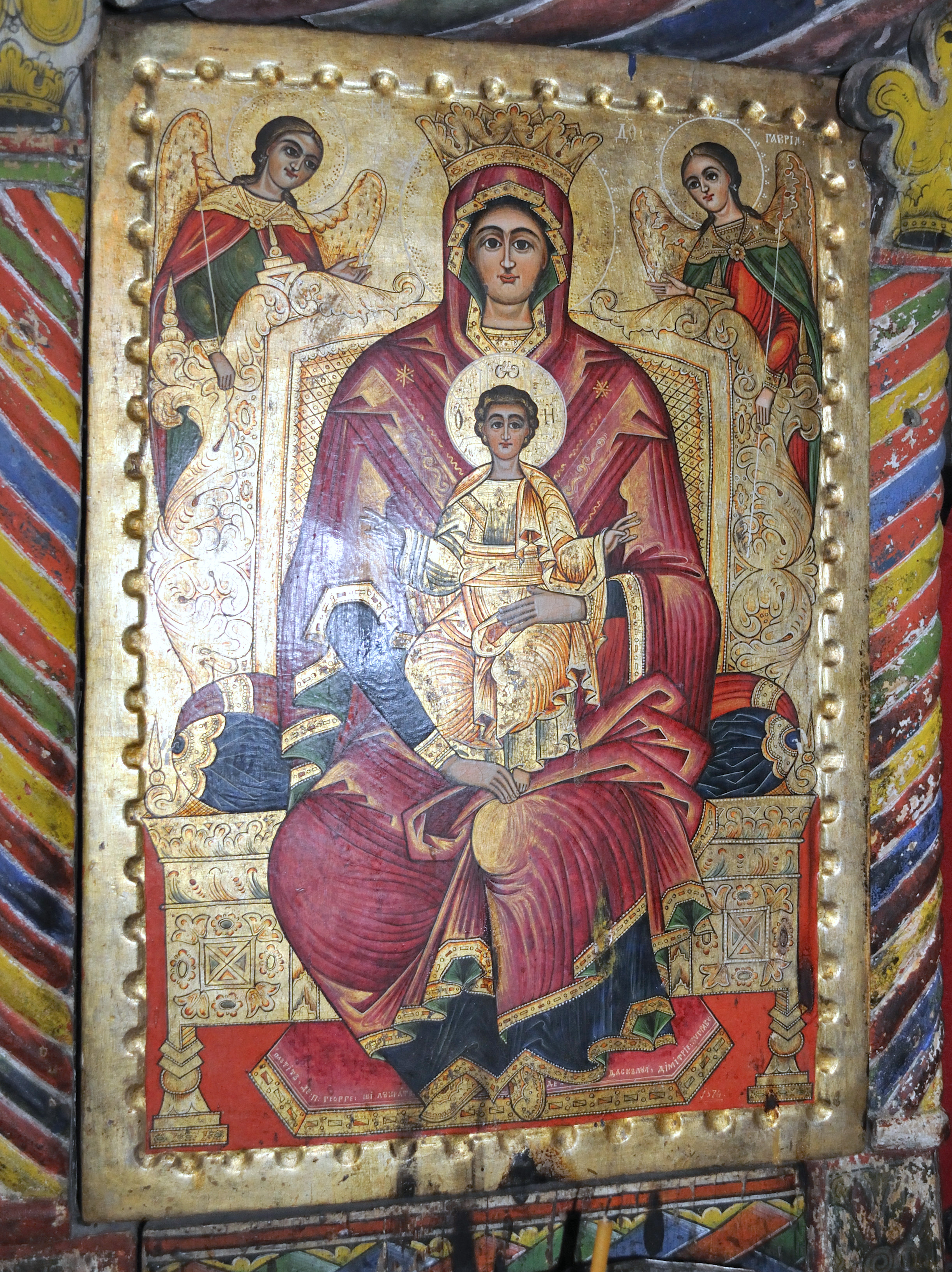
Maica Domnului cu pruncul
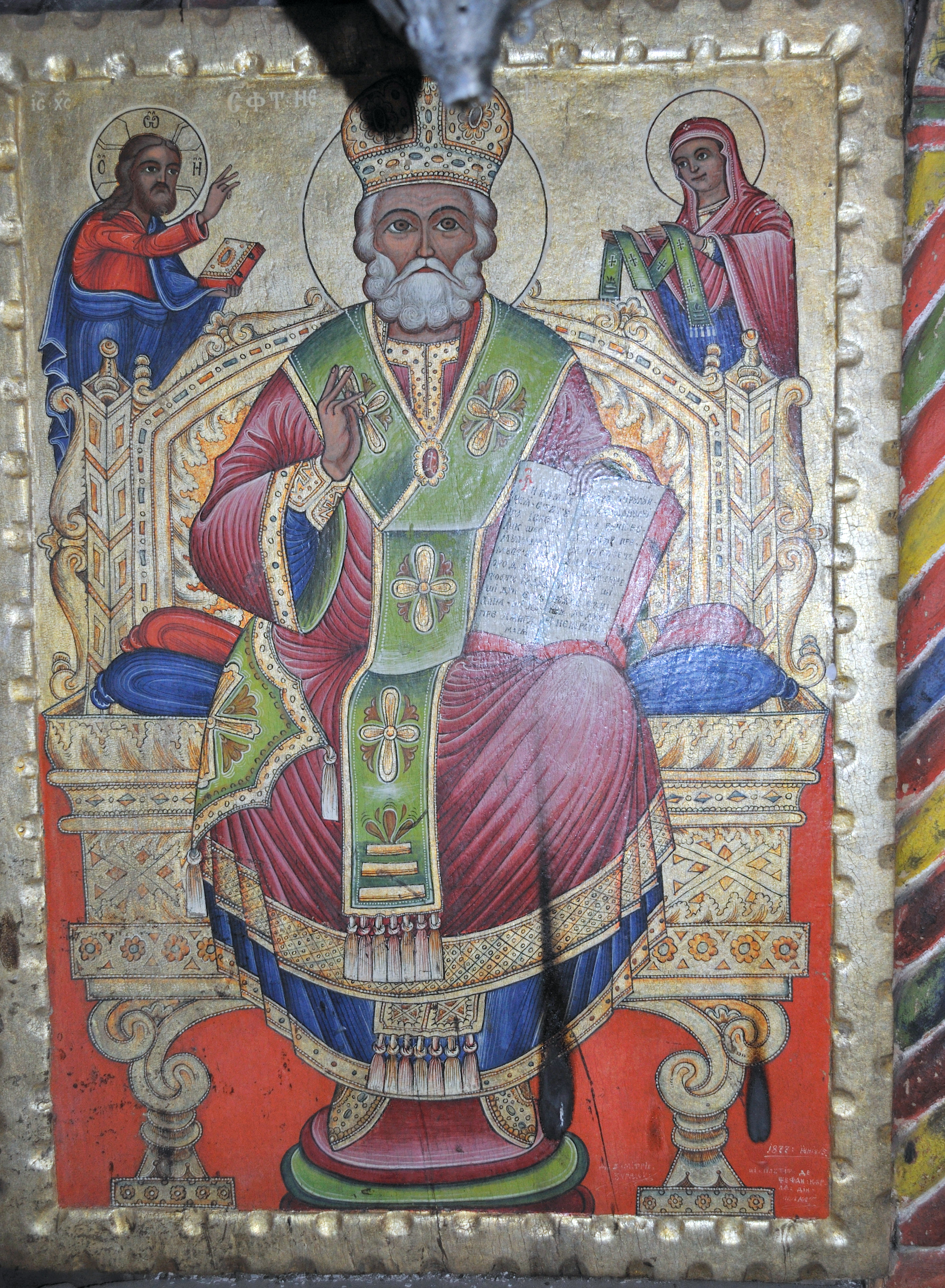
Sfântul Nicolae
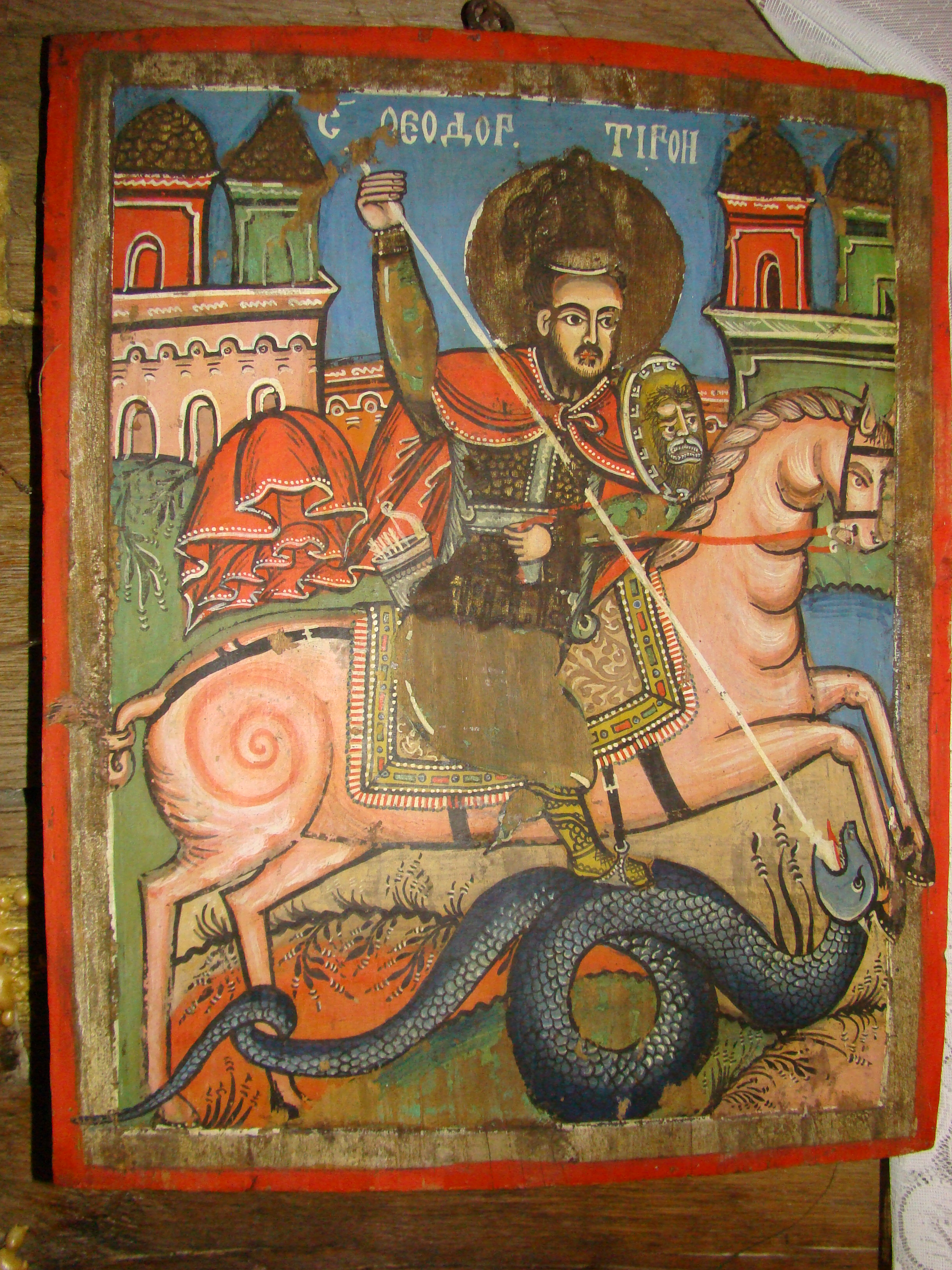
Sfântul Mare Mucenic Teodor Tiron
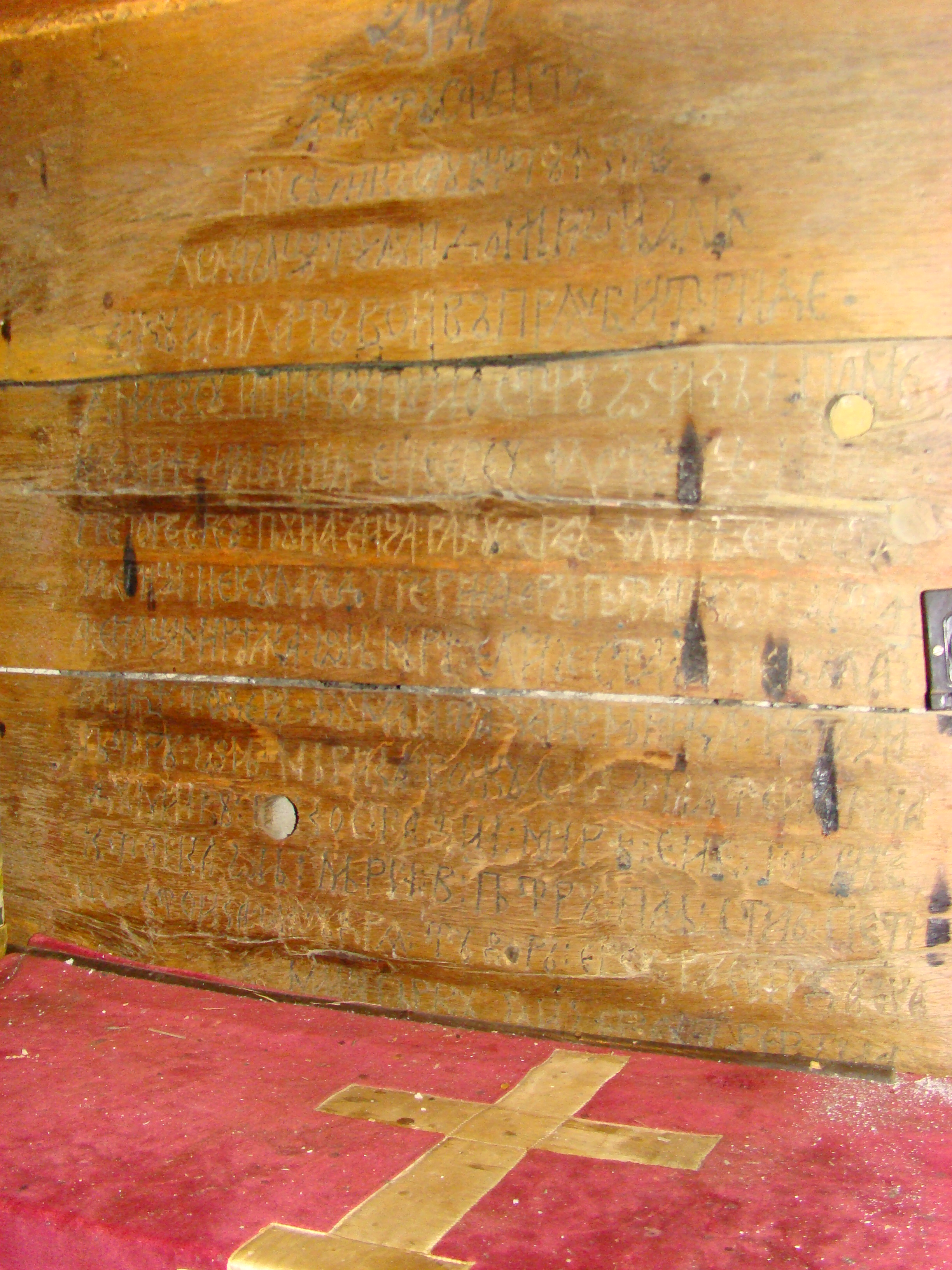
Inscripție
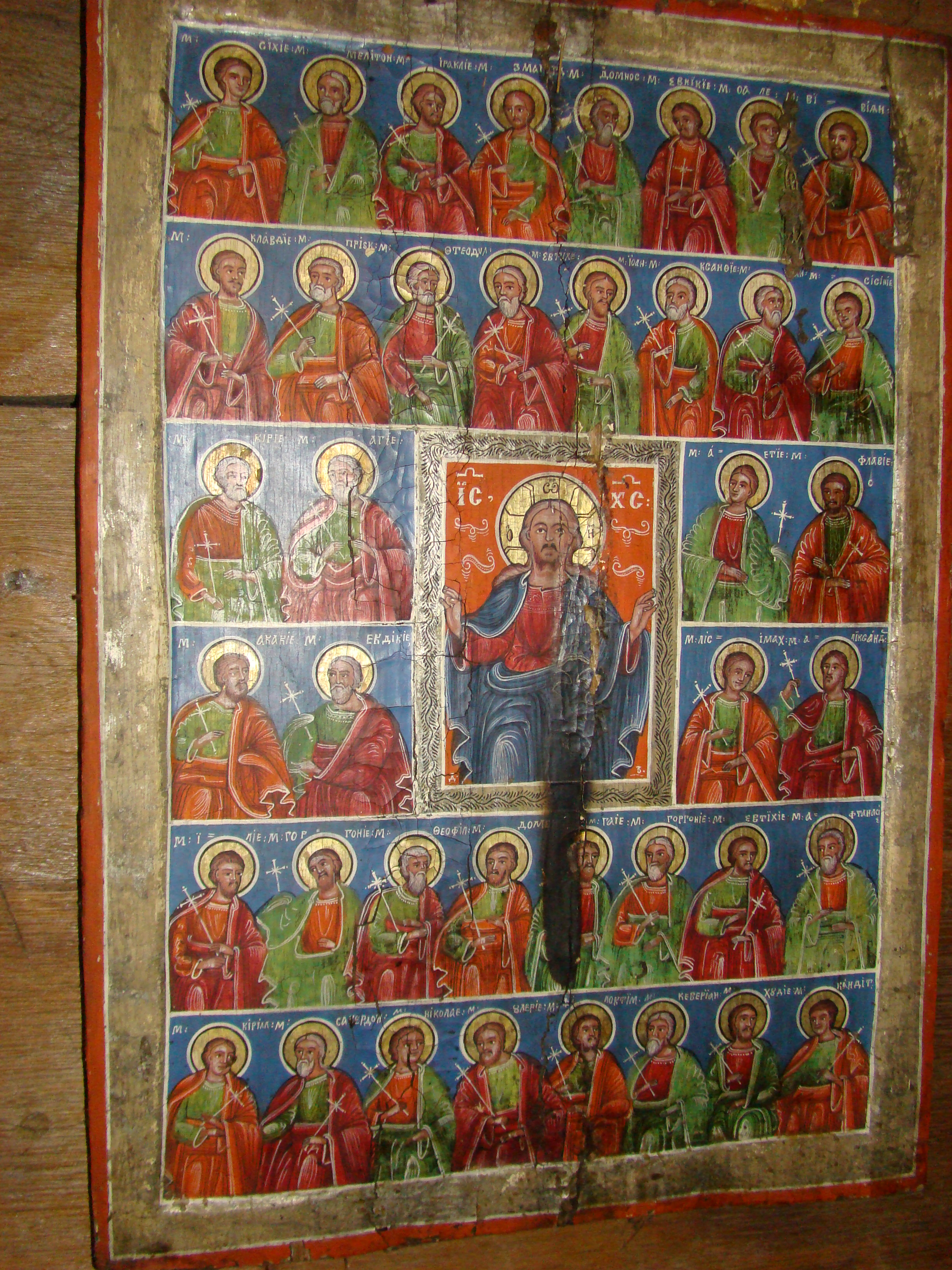
Cei 40 de sfinți mucenici
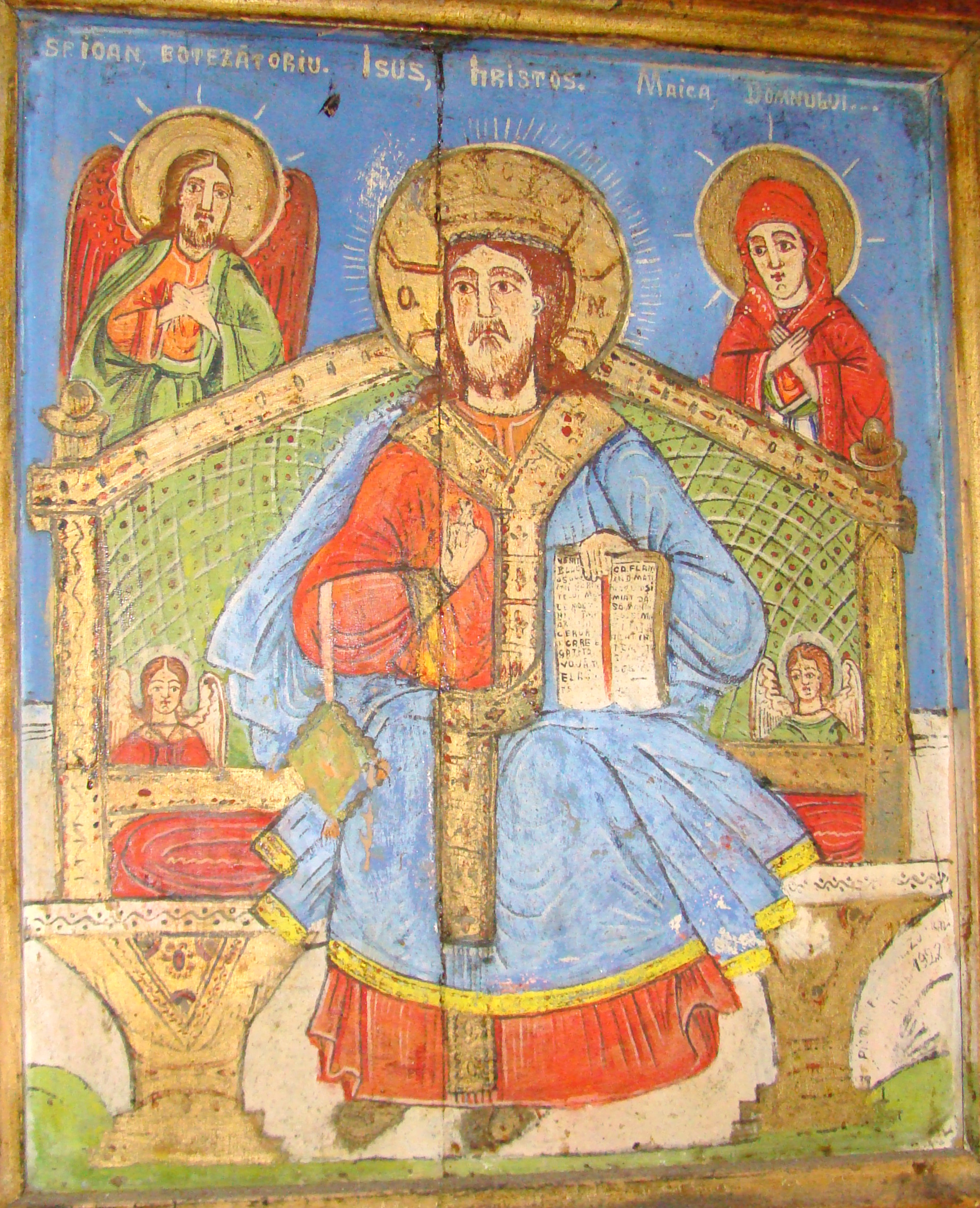
Iisus Hristos
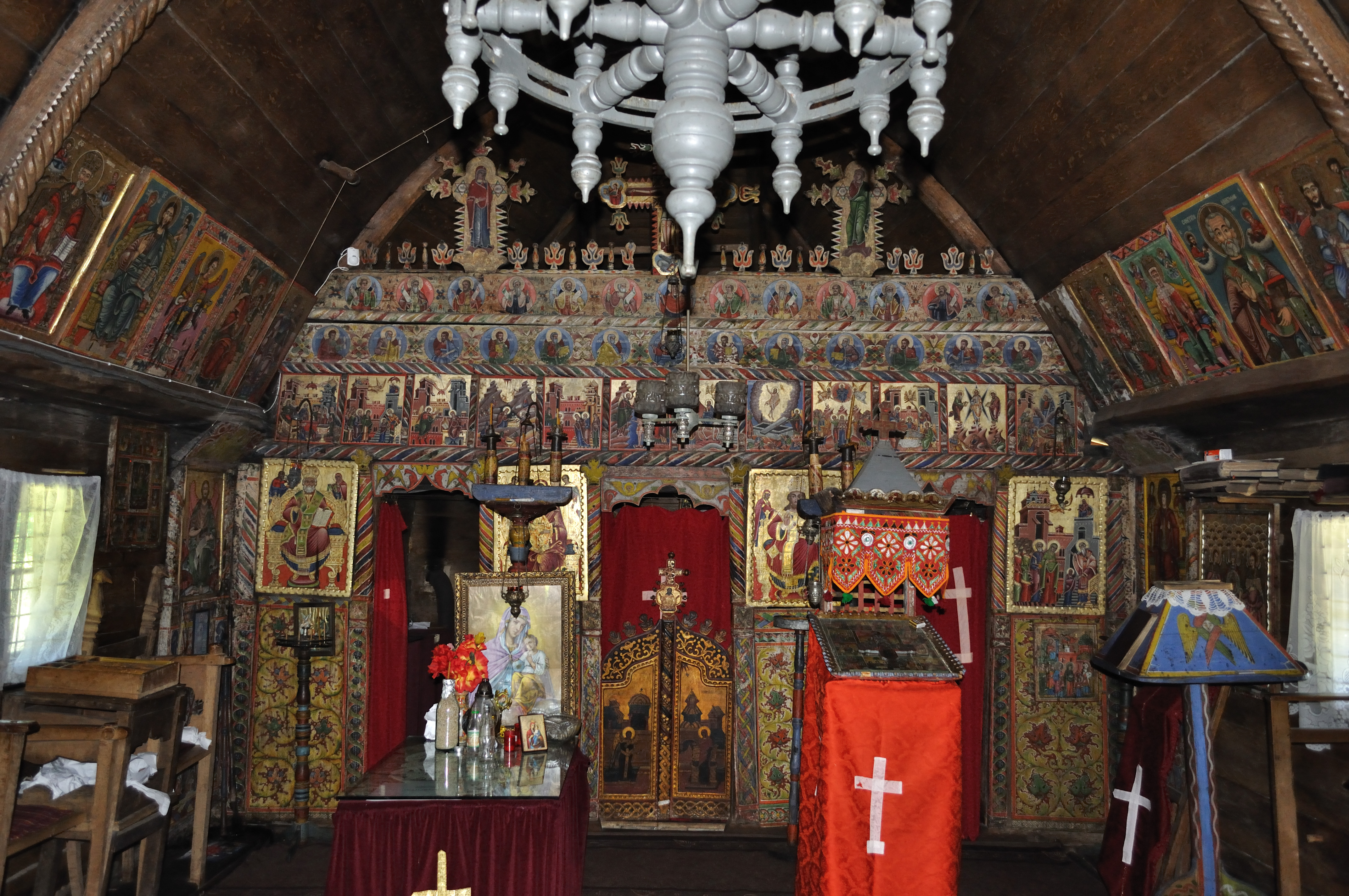

## Imagini din exterior

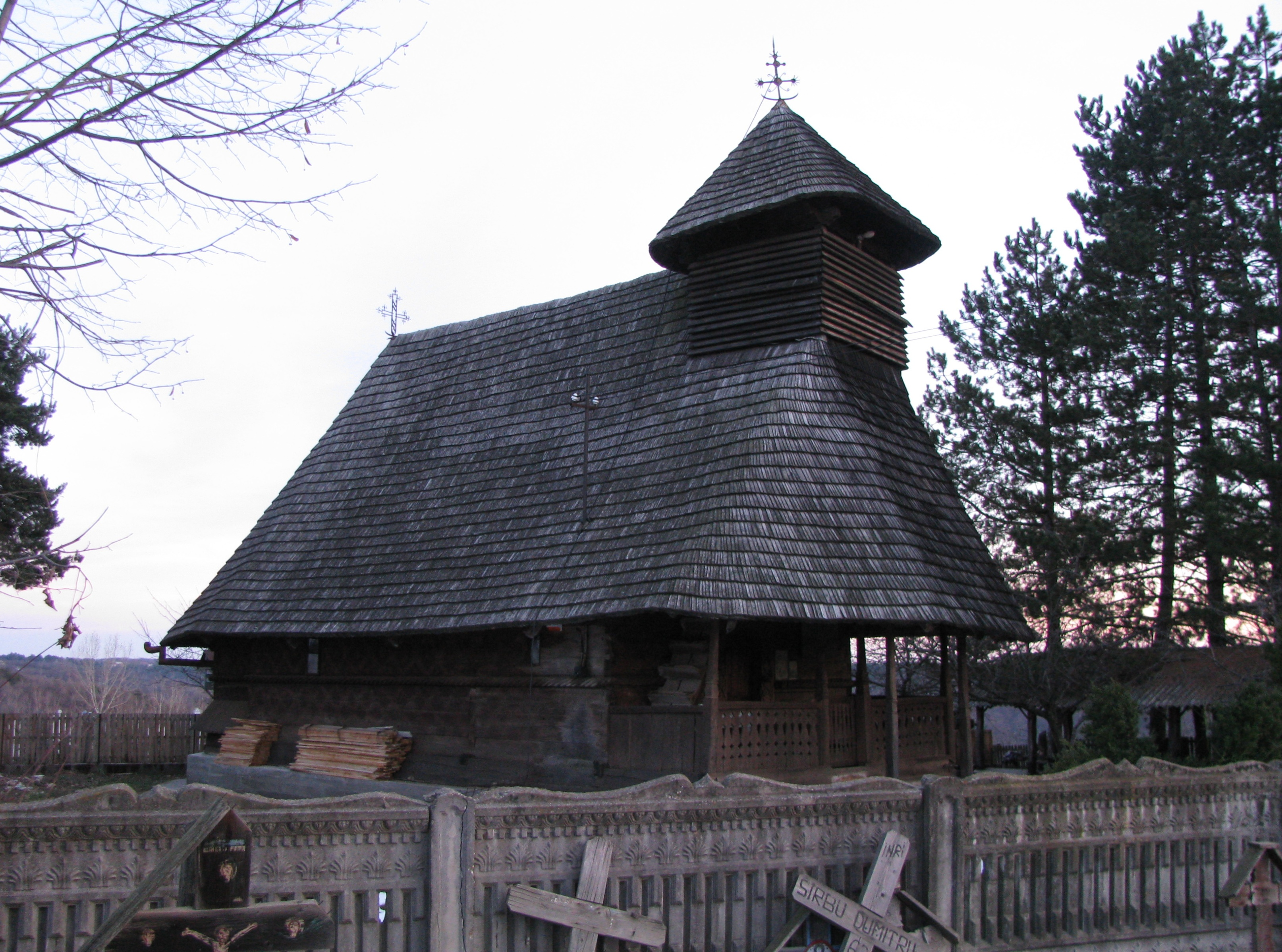
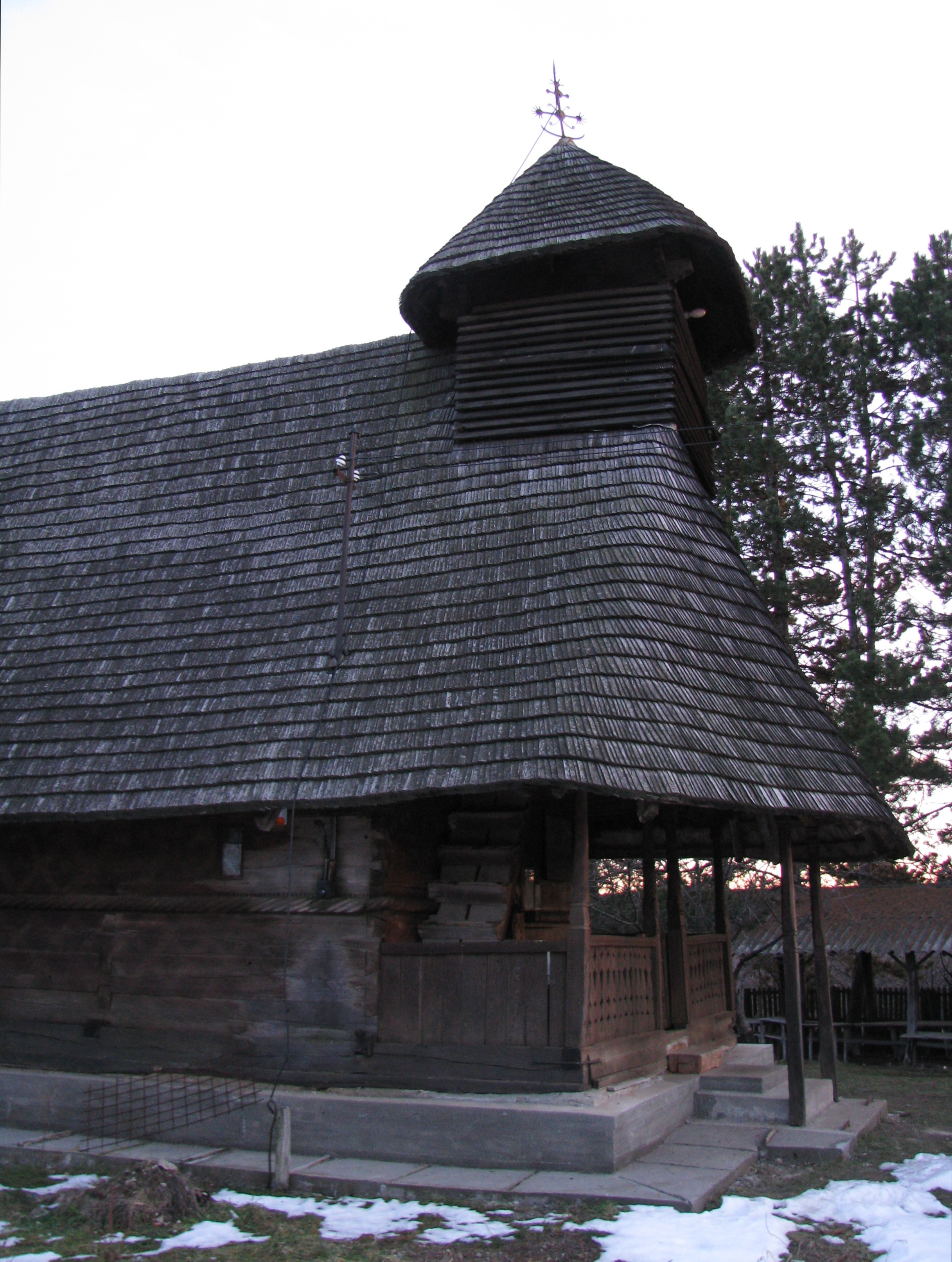
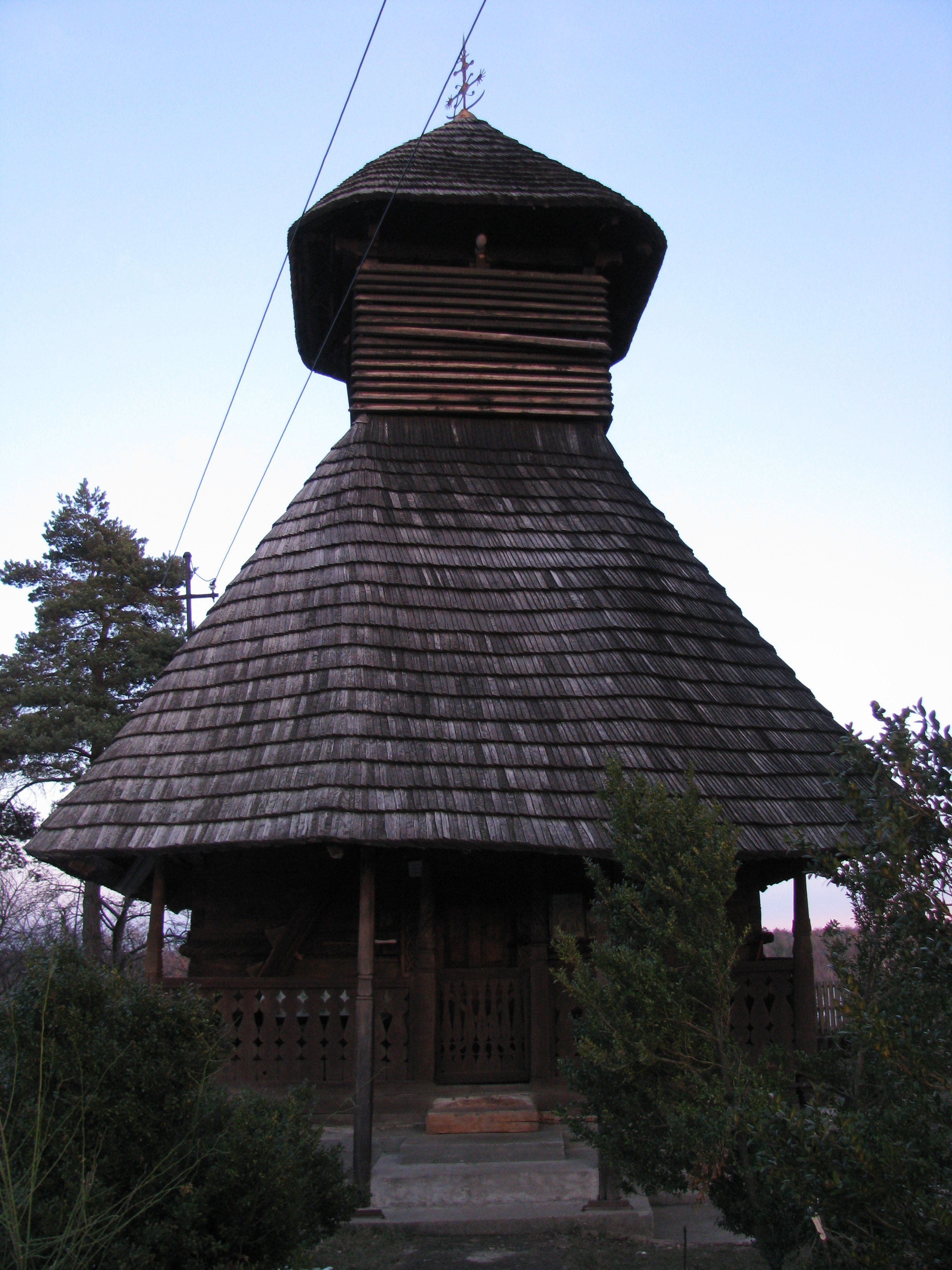
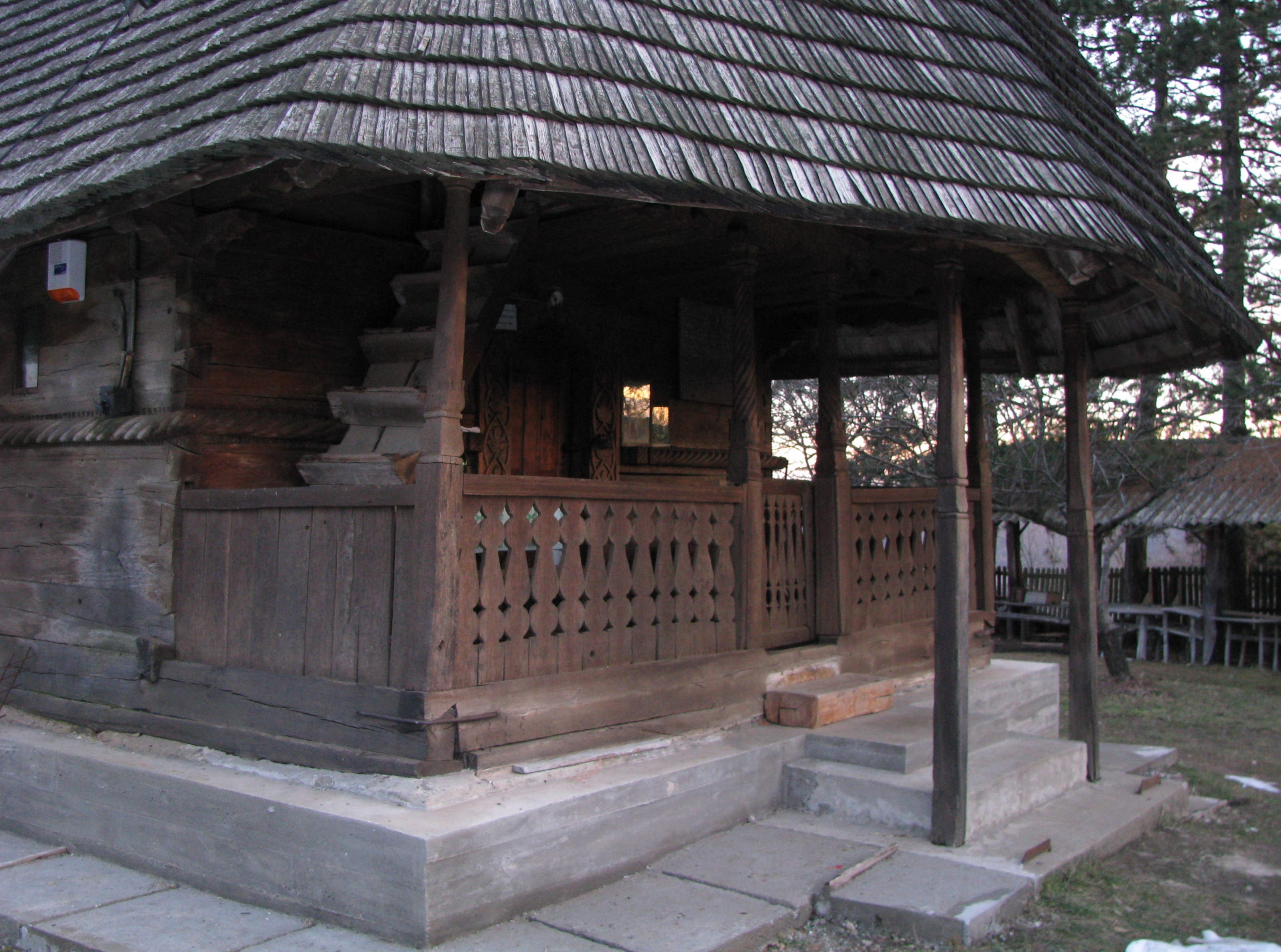
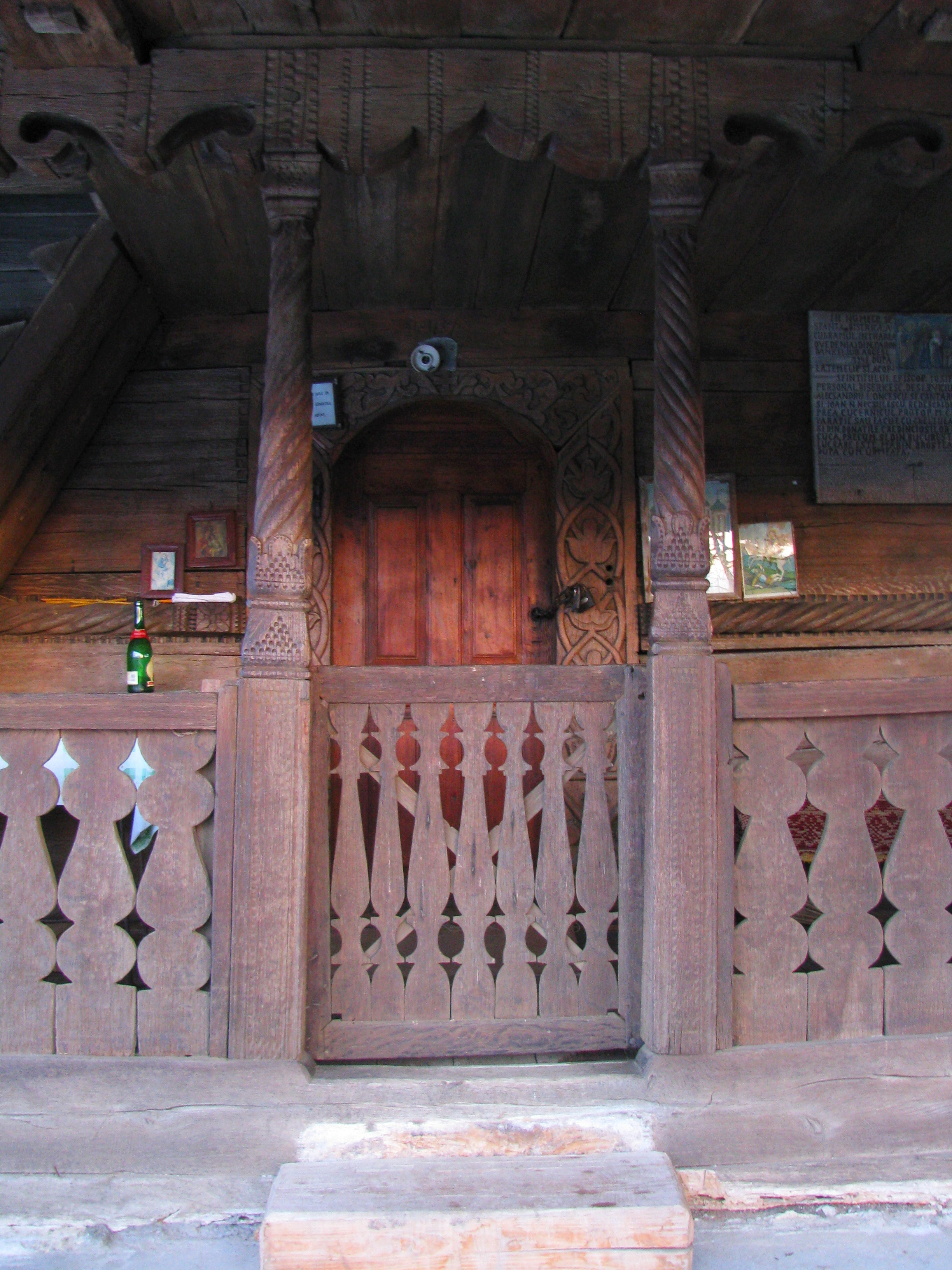
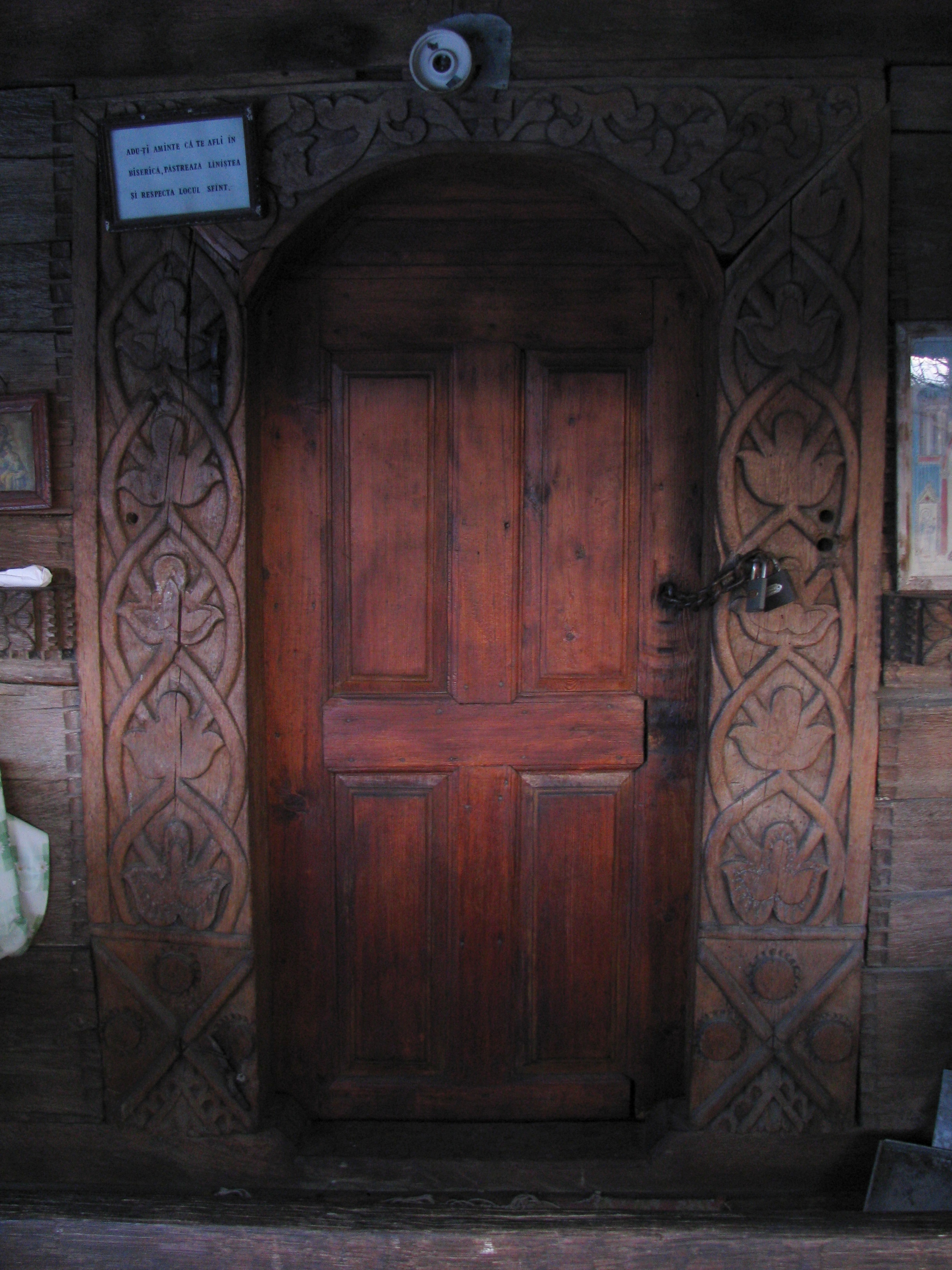
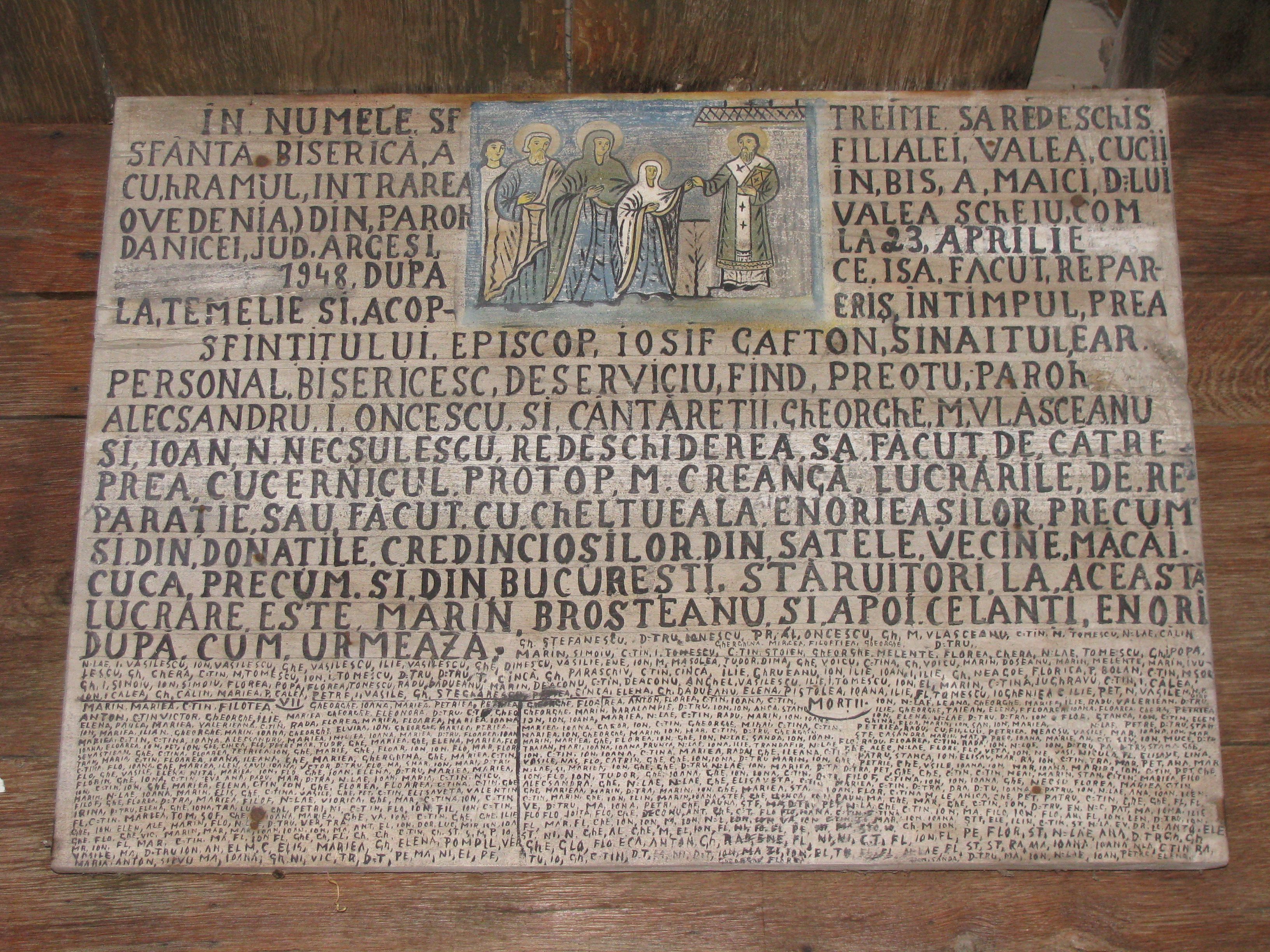
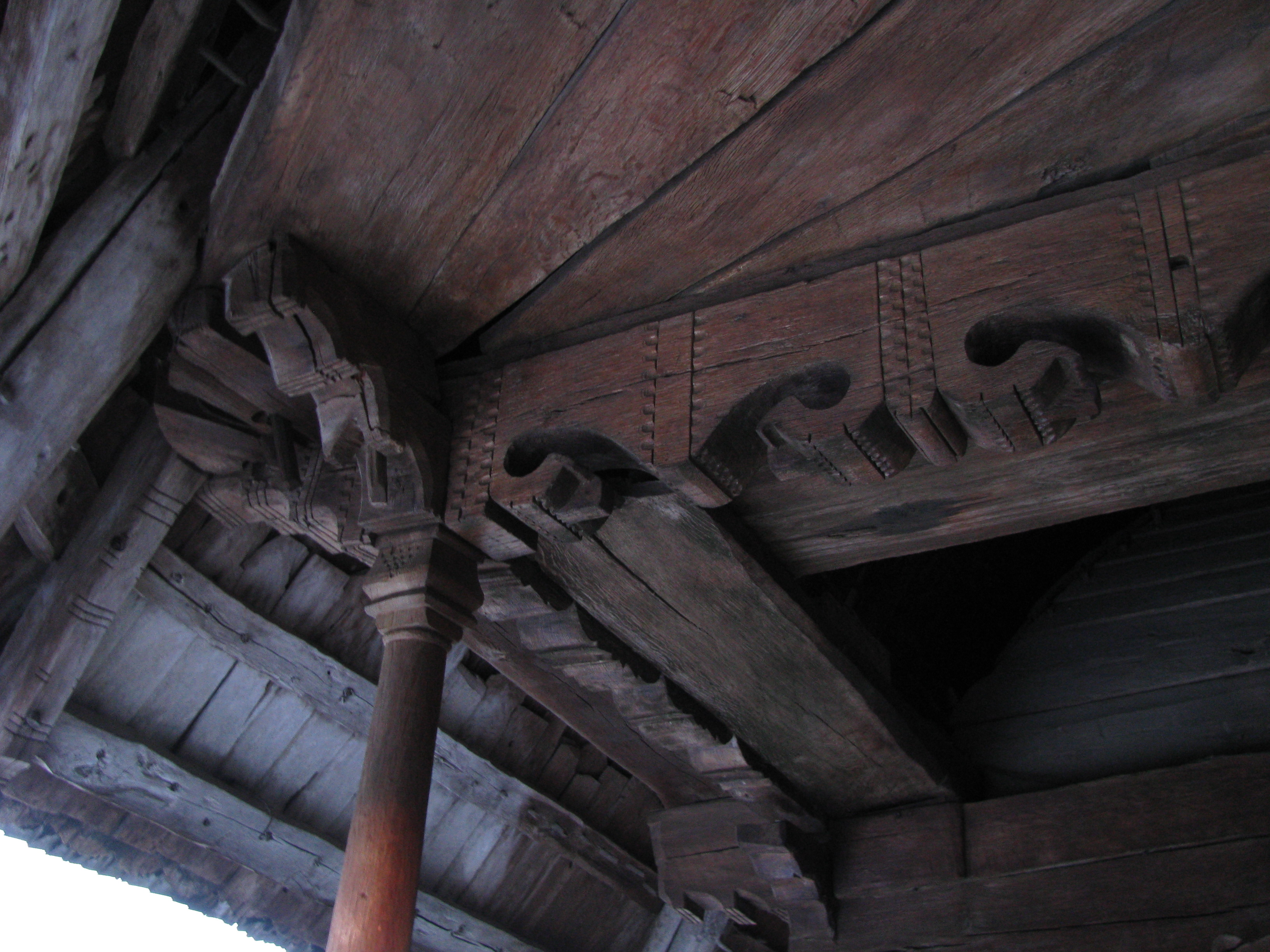
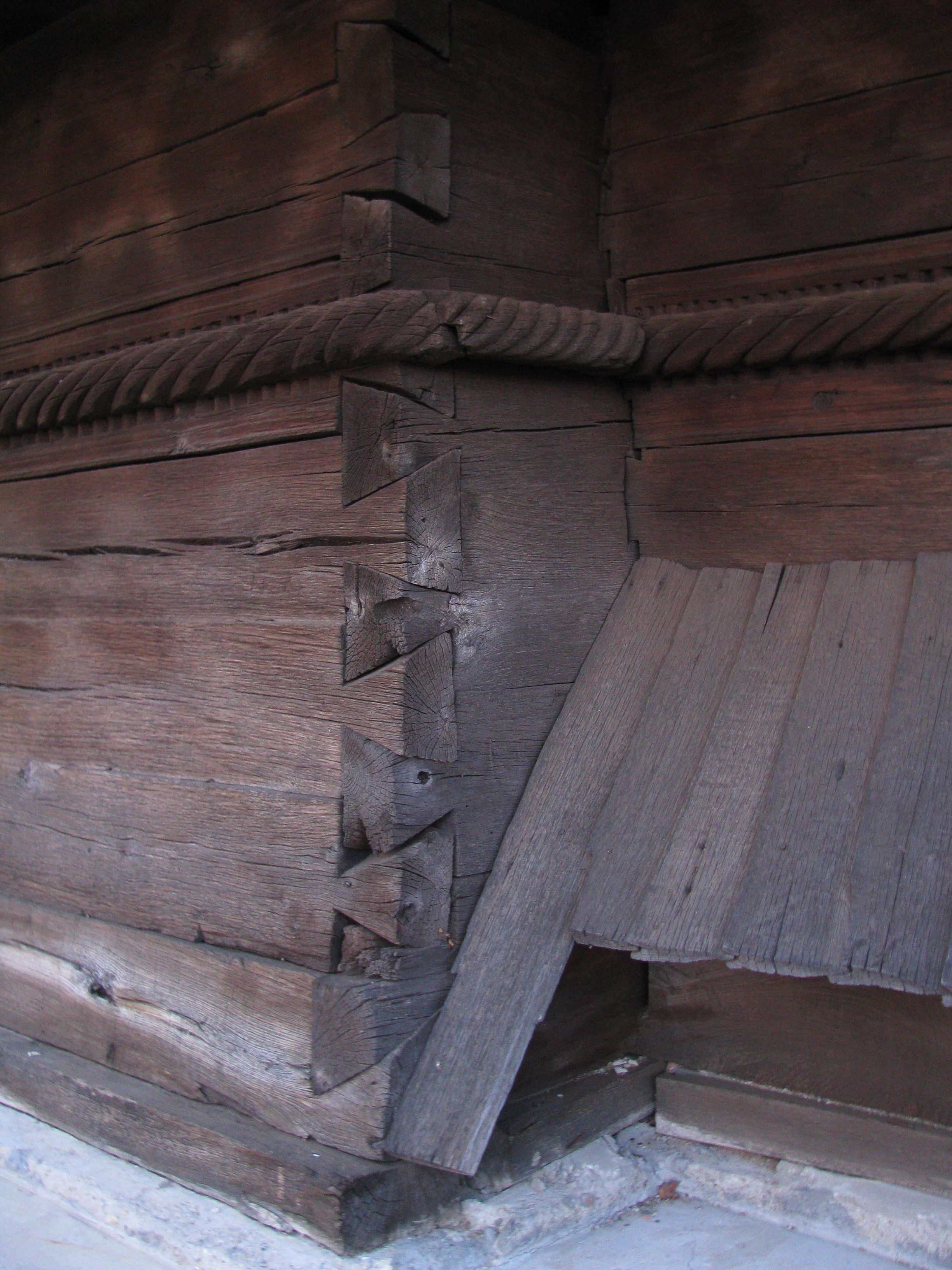
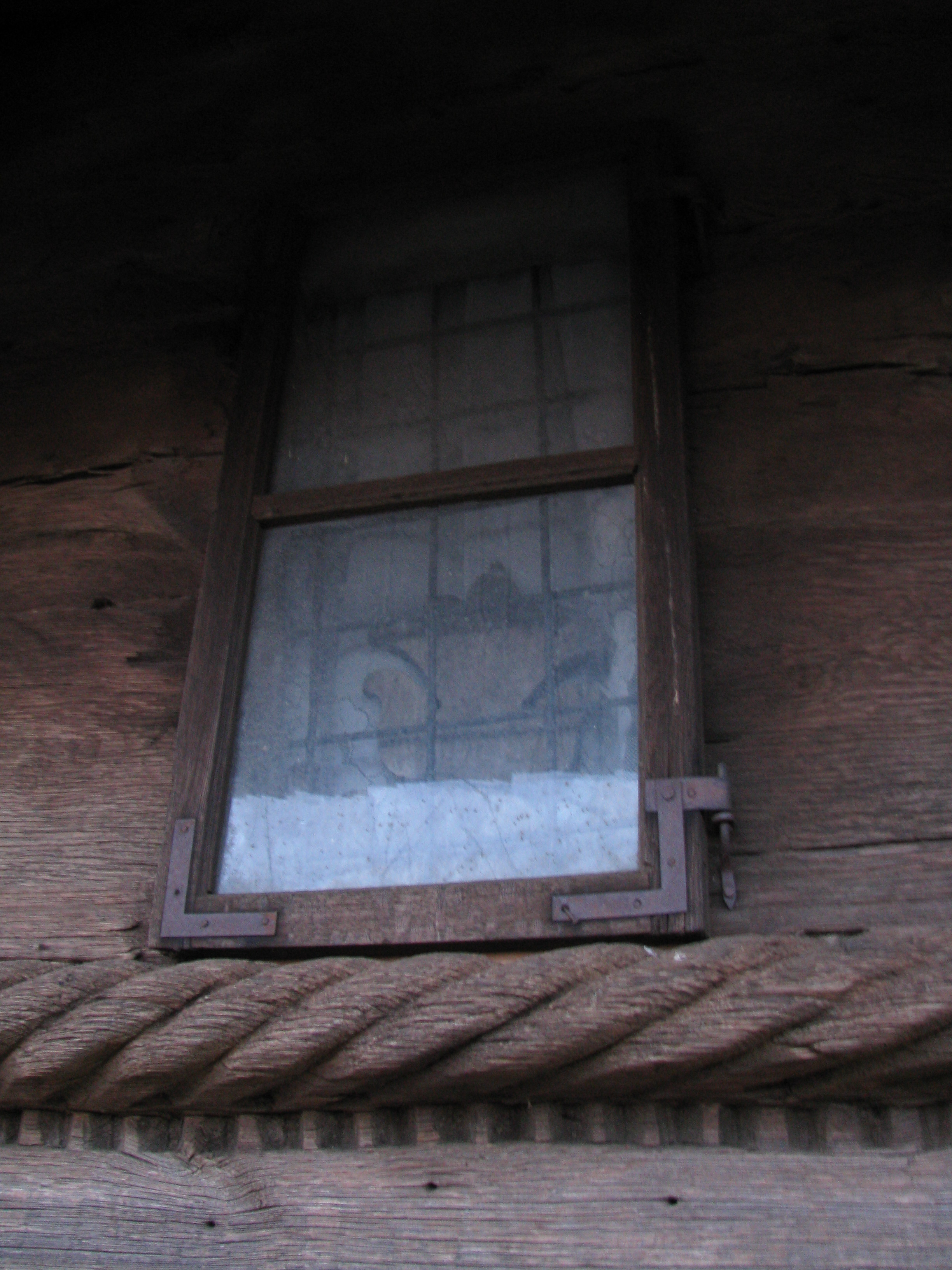
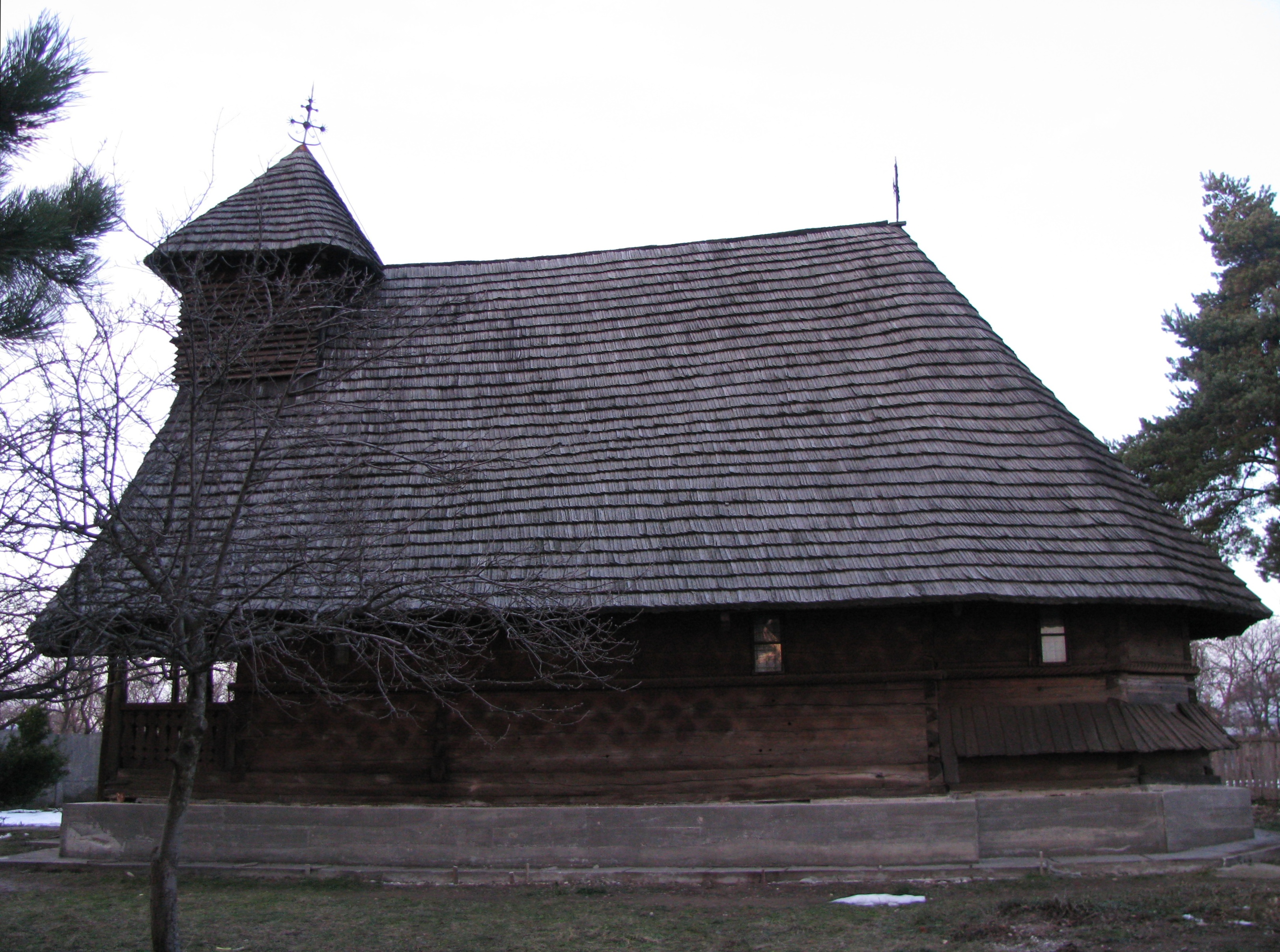
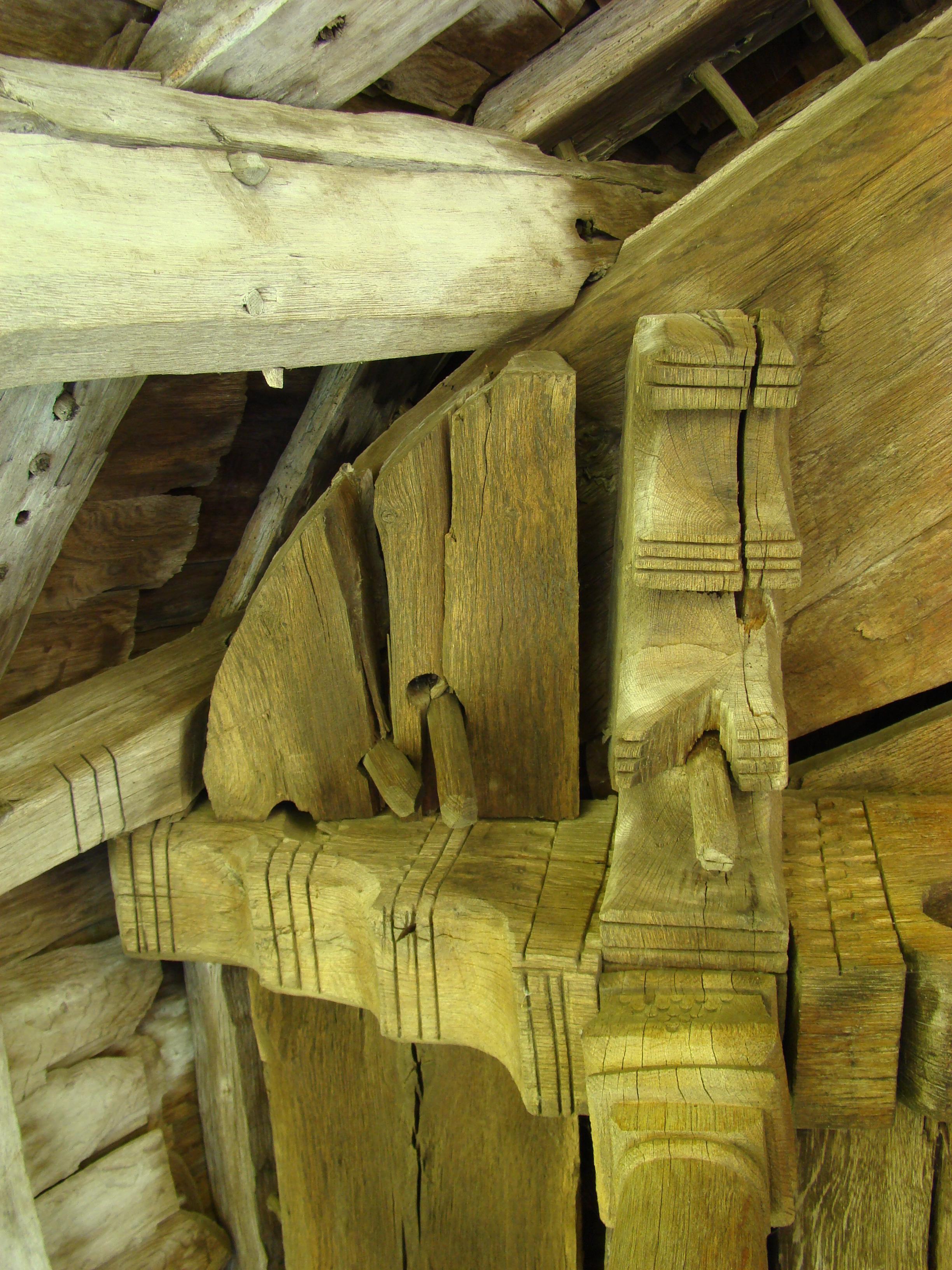
Console
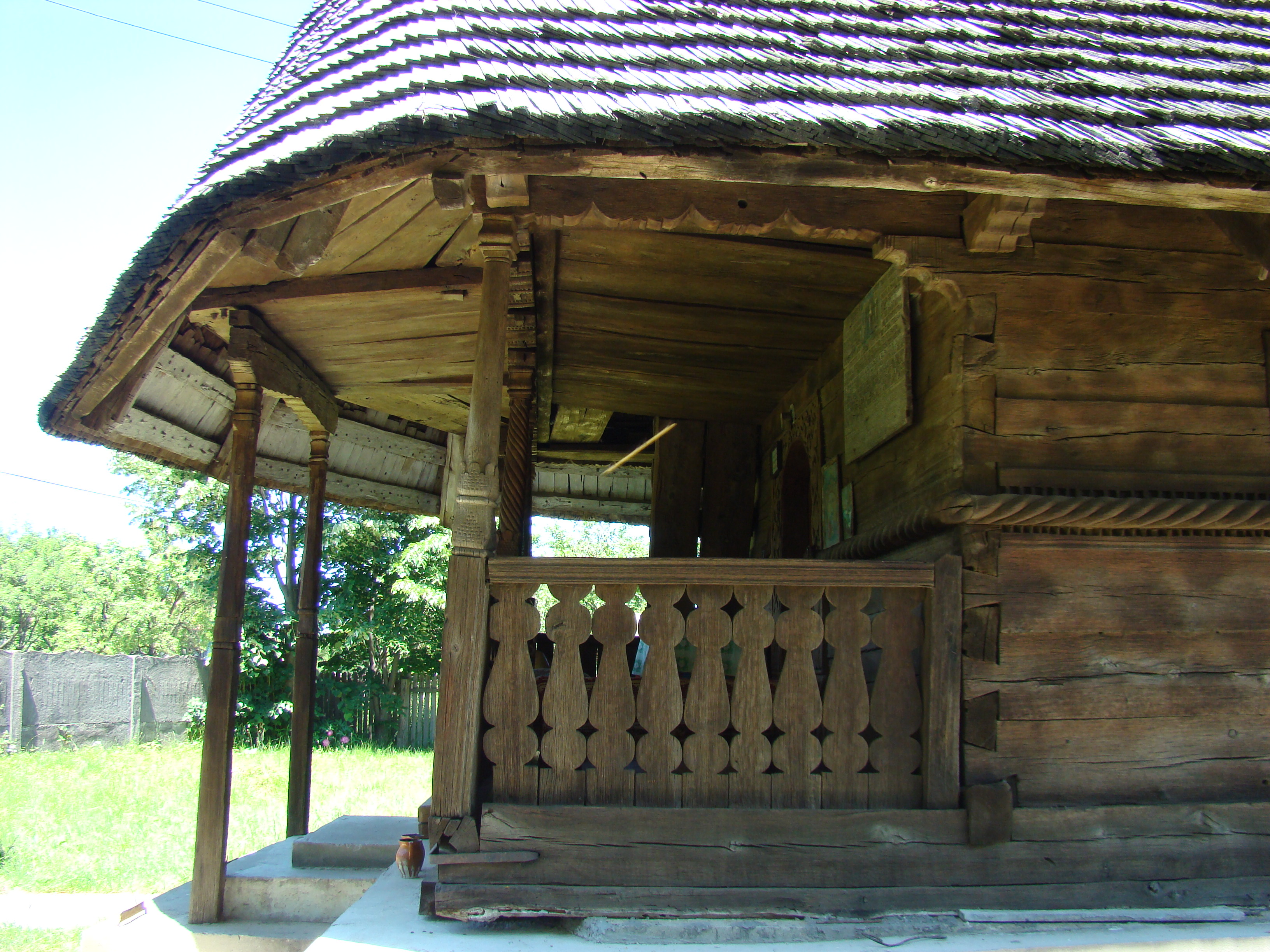
Pridvorul
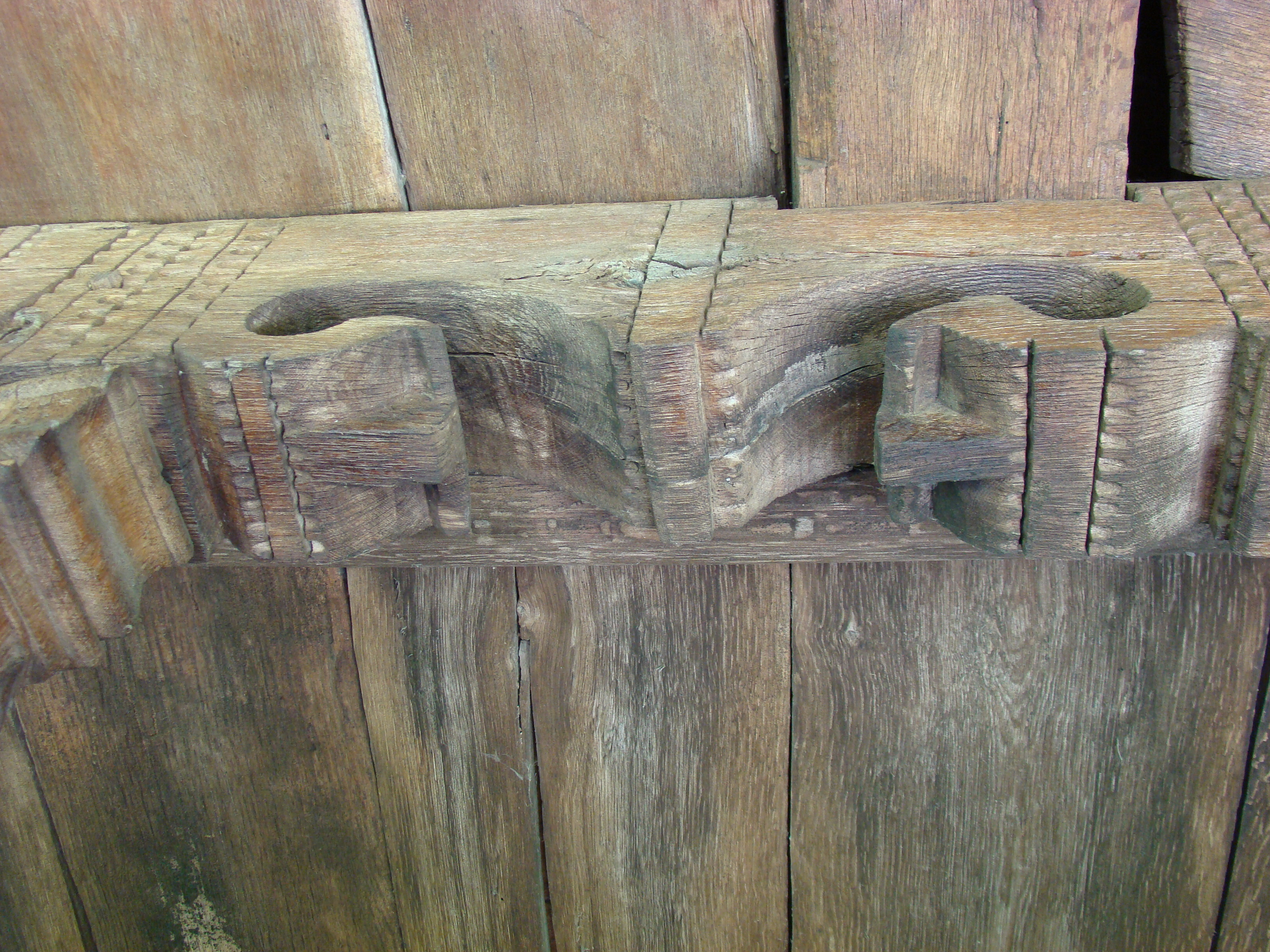
Detaliu pridvor
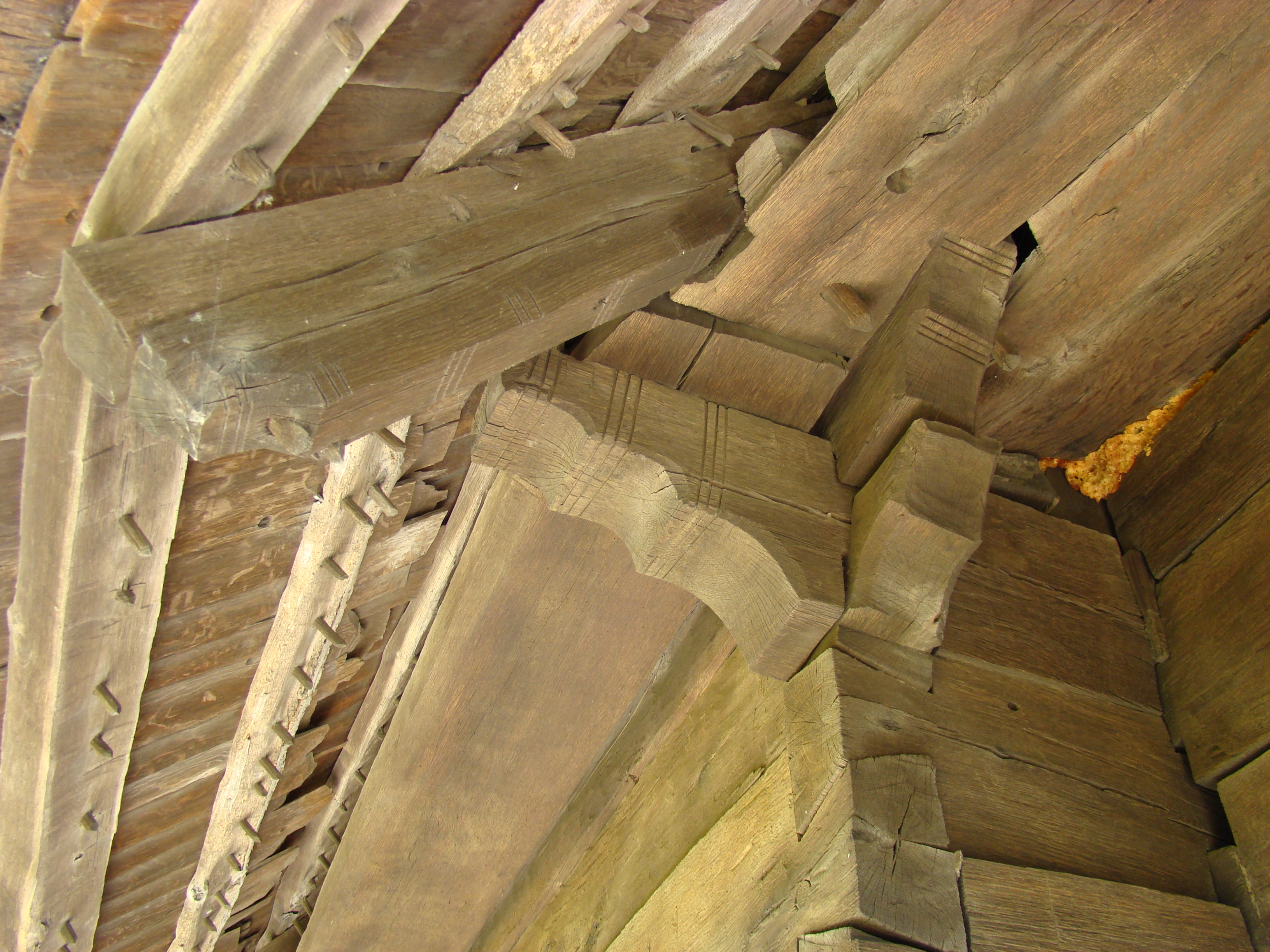
Console
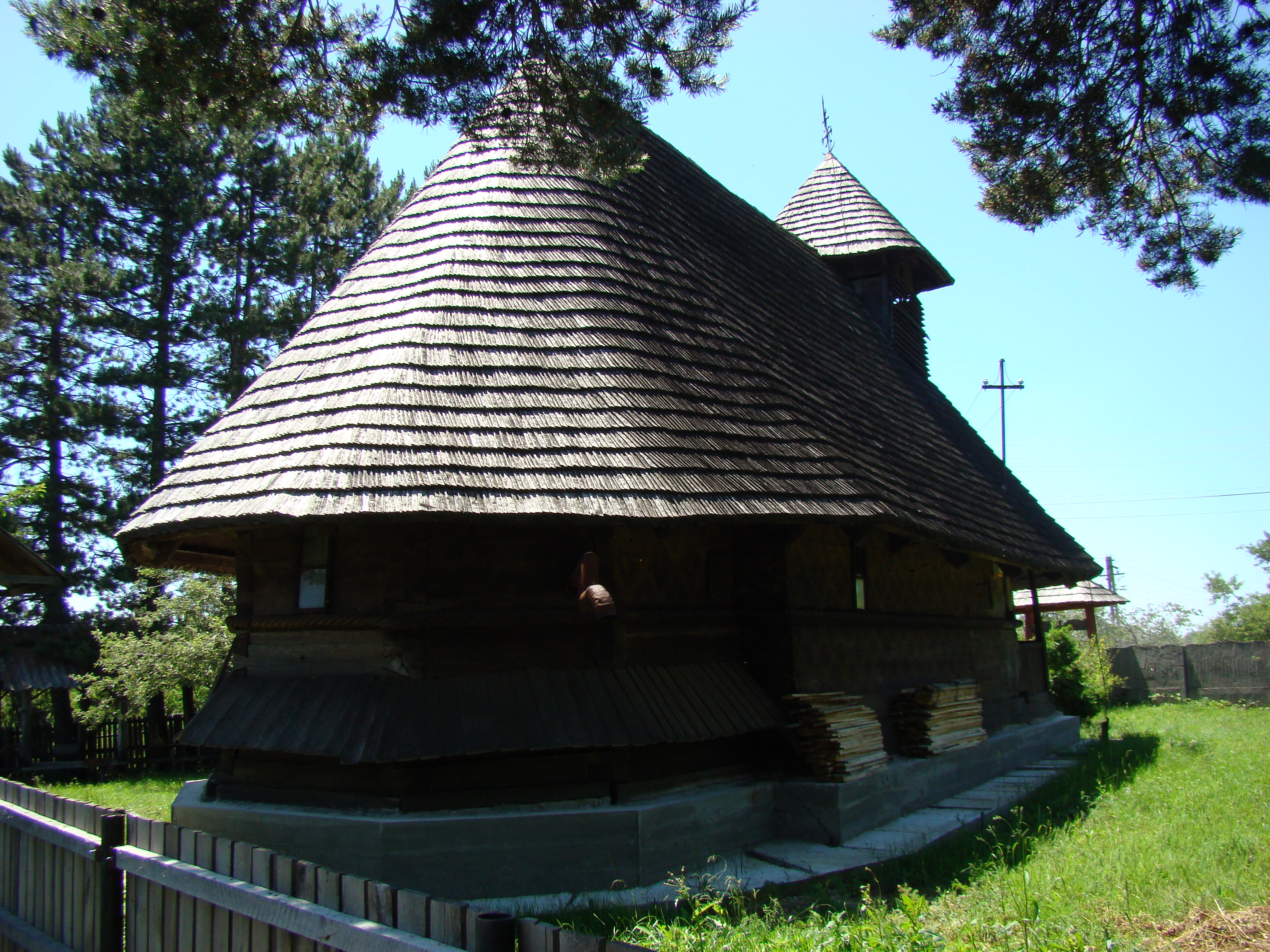
Biserica (est)
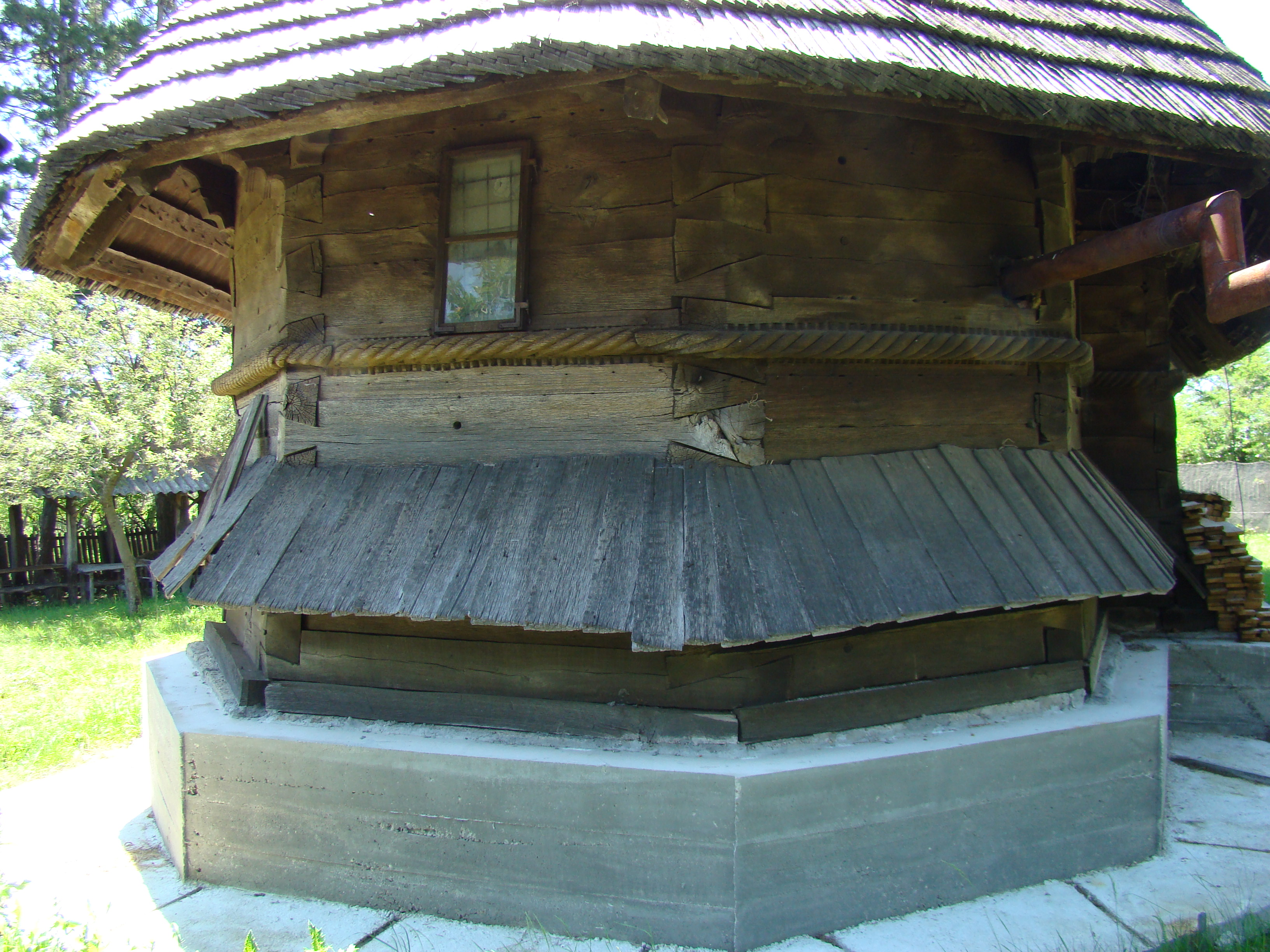
Absida altarului
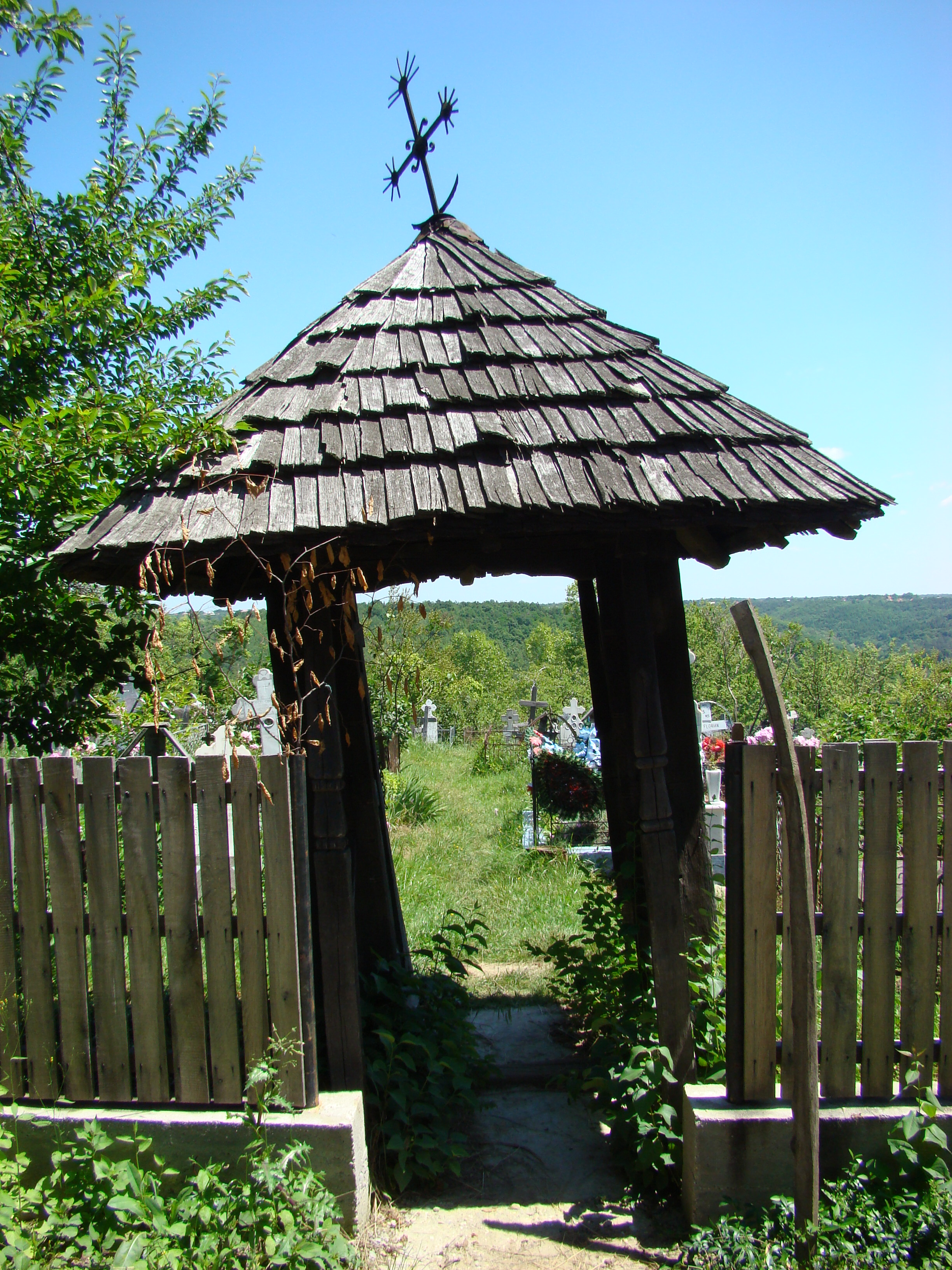
Portița de intrare în cimitir
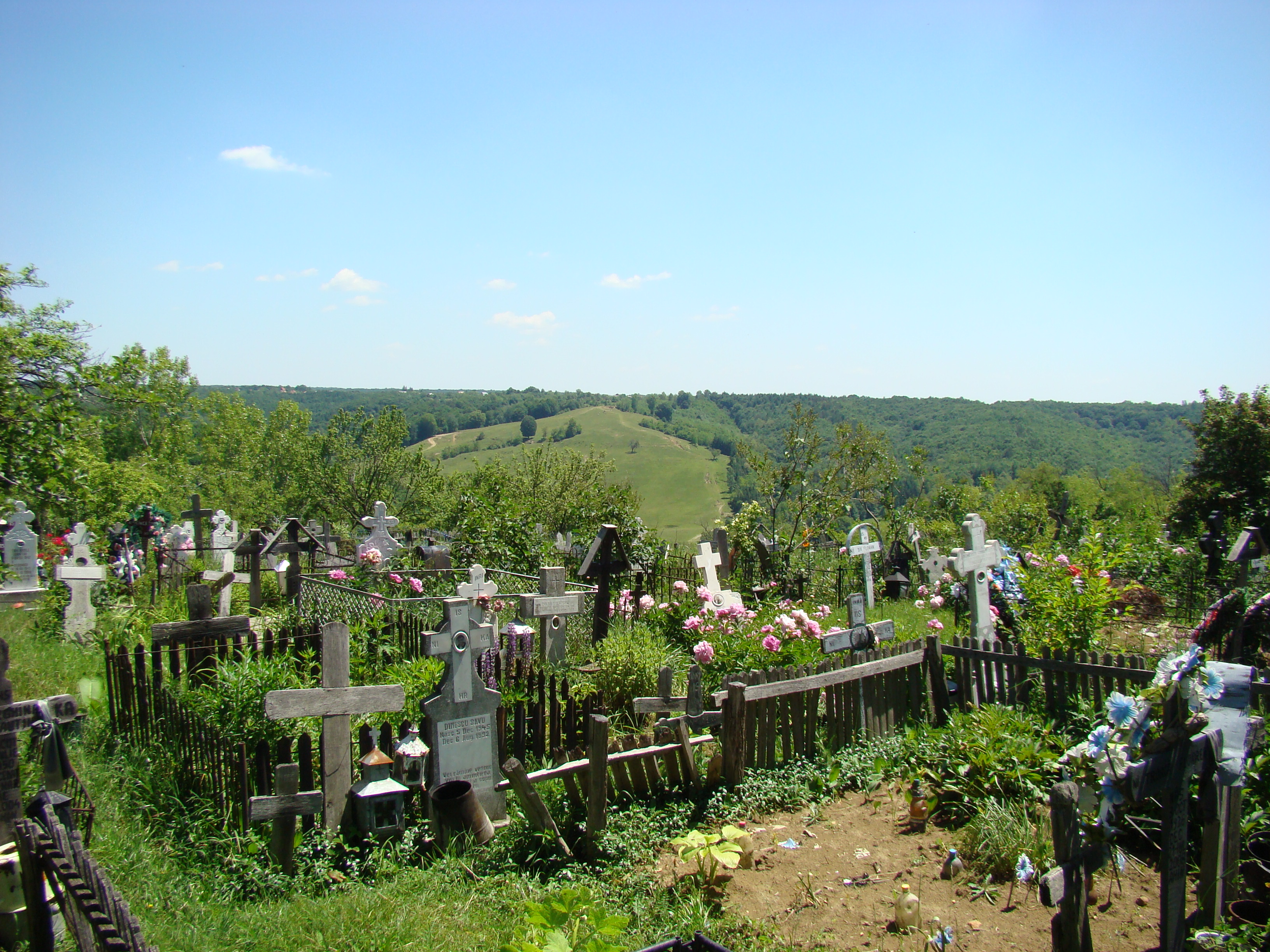
Cimitirul